# Interlands voetbalelftal van de Verenigde Staten 2010-2019
Deze pagina toont een chronologisch en gedetailleerd overzicht van de interlands die het voetbalelftal van de Verenigde Staten speelt en heeft gespeeld in de periode 2010 – 2019.

## Interlands

### 2010
|                                                              |                                    |       |                    |                                                                                         |
| 24 februari Vriendschappelijk № «onderlinge duels» 19:00 uur | Verenigde Staten                   | 2 – 1 | El Salvador        | Raymond James Stadium, Tampa Toeschouwers: 21.737 Scheidsrechter: Silviu Petrescu (CAN) |
| 24 februari Vriendschappelijk № «onderlinge duels» 19:00 uur | Brian Ching 75' Sacha Kljestan 90' |       | 59' Rudis Corrales | Raymond James Stadium, Tampa Toeschouwers: 21.737 Scheidsrechter: Silviu Petrescu (CAN) |

|                                                          |                                               |       |                      |                                                                                    |
| 3 maart Vriendschappelijk № «onderlinge duels» 20:45 uur | Nederland                                     | 2 – 1 | Verenigde Staten     | Amsterdam ArenA, Amsterdam Toeschouwers: 46.630 Scheidsrechter: Cüneyt Çakır (TUR) |
| 3 maart Vriendschappelijk № «onderlinge duels» 20:45 uur | Dirk Kuijt 40' (pen.) Klaas-Jan Huntelaar 73' |       | 89' Carlos Bocanegra | Amsterdam ArenA, Amsterdam Toeschouwers: 46.630 Scheidsrechter: Cüneyt Çakır (TUR) |

|                                                         |                                    |       |                                                                |                                                                                             |
| 25 mei Vriendschappelijk № «onderlinge duels» 14:00 uur | Verenigde Staten                   | 2 – 4 | Tsjechië                                                       | Rentschler Field, East Hartford Toeschouwers: 36.218 Scheidsrechter: Mauricio Morales (MEX) |
| 25 mei Vriendschappelijk № «onderlinge duels» 14:00 uur | Maurice Edu 17' Hérculez Gómez 66' |       | 44' Tomáš Sivok 58' Jan Polák 77' Martin Fenin 90' Tomáš Necid | Rentschler Field, East Hartford Toeschouwers: 36.218 Scheidsrechter: Mauricio Morales (MEX) |

|                                                         |                                     |       |                |                                                                                                  |
| 29 mei Vriendschappelijk № «onderlinge duels» 14:00 uur | Verenigde Staten                    | 2 – 1 | Turkije        | Lincoln Financial Field, Philadelphia Toeschouwers: 55.407 Scheidsrechter: Silviu Petrescu (CAN) |
| 29 mei Vriendschappelijk № «onderlinge duels» 14:00 uur | Jozy Altidore 58' Clint Dempsey 75' |       | 27' Arda Turan | Lincoln Financial Field, Philadelphia Toeschouwers: 55.407 Scheidsrechter: Silviu Petrescu (CAN) |

|                                                         |                |       |                                                       |                                                                                    |
| 5 juni Vriendschappelijk № «onderlinge duels» 14:30 uur | Australië      | 1 – 3 | Verenigde Staten                                      | Ruimsigstadion, Roodepoort Toeschouwers: 6.000 Scheidsrechter: Abdul Ebrahim (RSA) |
| 5 juni Vriendschappelijk № «onderlinge duels» 14:30 uur | Tim Cahill 19' |       | 4' Edson Buddle 31' Edson Buddle 90+3' Hérculez Gómez | Ruimsigstadion, Roodepoort Toeschouwers: 6.000 Scheidsrechter: Abdul Ebrahim (RSA) |

| Wereldkampioenschap voetbal 2010 |
| -------------------------------- |

|                                                                            |                   |       |                   |                                                                                           |
| 12 juni Wereldkampioenschap voetbal Groep C № «onderlinge duels» 20:30 uur | Engeland          | 1 – 1 | Verenigde Staten  | Royal Bafokengstadion, Rustenburg Toeschouwers: 38.646 Scheidsrechter: Carlos Simon (BRA) |
| 12 juni Wereldkampioenschap voetbal Groep C № «onderlinge duels» 20:30 uur | Steven Gerrard 5' |       | 40' Clint Dempsey | Royal Bafokengstadion, Rustenburg Toeschouwers: 38.646 Scheidsrechter: Carlos Simon (BRA) |

|                                                                            |                                         |       |                                        |                                                                                    |
| 18 juni Wereldkampioenschap voetbal Groep C № «onderlinge duels» 16:00 uur | Slovenië                                | 2 – 2 | Verenigde Staten                       | Ellispark, Johannesburg Toeschouwers: 45.573 Scheidsrechter: Koman Coulibaly (MLI) |
| 18 juni Wereldkampioenschap voetbal Groep C № «onderlinge duels» 16:00 uur | Valter Birsa 13' Zlatan Ljubijankič 42' |       | 48' Landon Donovan 82' Michael Bradley | Ellispark, Johannesburg Toeschouwers: 45.573 Scheidsrechter: Koman Coulibaly (MLI) |

|                                                                            |                      |       |          |                                                                                         |
| 23 juni Wereldkampioenschap voetbal Groep C № «onderlinge duels» 16:00 uur | Verenigde Staten     | 1 – 0 | Algerije | Loftus Versfeld, Pretoria Toeschouwers: 35.827 Scheidsrechter: Frank De Bleeckere (BEL) |
| 23 juni Wereldkampioenschap voetbal Groep C № «onderlinge duels» 16:00 uur | Landon Donovan 90+1' |       |          | Loftus Versfeld, Pretoria Toeschouwers: 35.827 Scheidsrechter: Frank De Bleeckere (BEL) |

|                                                                                   |                           |              |                                          |                                                                                            |
| 26 juni Wereldkampioenschap voetbal Achtste finale № «onderlinge duels» 20:30 uur | Verenigde Staten          | 1 – 2 (n.v.) | Ghana                                    | Royal Bafokengstadion, Rustenburg Toeschouwers: 34.976 Scheidsrechter: Viktor Kassai (HUN) |
| 26 juni Wereldkampioenschap voetbal Achtste finale № «onderlinge duels» 20:30 uur | Landon Donovan 62' (pen.) |              | 5' Kevin-Prince Boateng 93' Asamoah Gyan | Royal Bafokengstadion, Rustenburg Toeschouwers: 34.976 Scheidsrechter: Viktor Kassai (HUN) |

|  |  |  |  |  |  |  |  |  |

|                                                              |                  |                                 |          |                                                                                             |
| 10 augustus Vriendschappelijk № «onderlinge duels» 20:00 uur | Verenigde Staten | 0 – 2                           | Brazilië | MetLife Stadium, East Rutherford Toeschouwers: 77.223 Scheidsrechter: Silviu Petrescu (CAN) |
| 10 augustus Vriendschappelijk № «onderlinge duels» 20:00 uur |                  | 29' Neymar 45+1' Alexandre Pato |          | MetLife Stadium, East Rutherford Toeschouwers: 77.223 Scheidsrechter: Silviu Petrescu (CAN) |

|                                                             |                                     |       |                                              |                                                                                  |
| 10 oktober Vriendschappelijk № «onderlinge duels» 20:00 uur | Verenigde Staten                    | 2 – 2 | Polen                                        | Soldier Field, Chicago Toeschouwers: 31.696 Scheidsrechter: Steven DePiero (CAN) |
| 10 oktober Vriendschappelijk № «onderlinge duels» 20:00 uur | Jozy Altidore 13' Oguchi Onyewu 52' |       | 30' Adam Matuszczyk 73' Jakub Błaszczykowski | Soldier Field, Chicago Toeschouwers: 31.696 Scheidsrechter: Steven DePiero (CAN) |

|                                                             |                  |       |          |                                                                                   |
| 12 oktober Vriendschappelijk № «onderlinge duels» 20:00 uur | Verenigde Staten | 0 – 0 | Colombia | PPL Park, Chester Toeschouwers: 8.823 Scheidsrechter: Roberto García Orozco (MEX) |
| 12 oktober Vriendschappelijk № «onderlinge duels» 20:00 uur |                  |       |          | PPL Park, Chester Toeschouwers: 8.823 Scheidsrechter: Roberto García Orozco (MEX) |

|                                                              |             |                  |                  |                                                                                       |
| 17 november Vriendschappelijk № «onderlinge duels» 21:30 uur | Zuid-Afrika | 0 – 1            | Verenigde Staten | Groenpuntstadion, Kaapstad Toeschouwers: 52.000 Scheidsrechter: Sylvester Kirwa (KEN) |
| 17 november Vriendschappelijk № «onderlinge duels» 21:30 uur |             | 85' Juan Agudelo |                  | Groenpuntstadion, Kaapstad Toeschouwers: 52.000 Scheidsrechter: Sylvester Kirwa (KEN) |

### 2011
|                                                           |                  |       |                       |                                                                                                   |
| 25 maart Vriendschappelijk № «onderlinge duels» 19:00 uur | Verenigde Staten | 1 – 1 | Argentinië            | New Meadowlands, East Rutherford Toeschouwers: 78.936 Scheidsrechter: Roberto García Orozco (MEX) |
| 25 maart Vriendschappelijk № «onderlinge duels» 19:00 uur | Juan Agudelo 59' |       | 42' Esteban Cambiasso | New Meadowlands, East Rutherford Toeschouwers: 78.936 Scheidsrechter: Roberto García Orozco (MEX) |

|                                                           |                  |                   |          |                                                                            |
| 29 maart Vriendschappelijk № «onderlinge duels» 20:00 uur | Verenigde Staten | 0 – 1             | Paraguay | LP Field, Nashville Toeschouwers: 29.059 Scheidsrechter: José Pineda (HON) |
| 29 maart Vriendschappelijk № «onderlinge duels» 20:00 uur |                  | 18' Óscar Cardozo |          | LP Field, Nashville Toeschouwers: 29.059 Scheidsrechter: José Pineda (HON) |

|                                                         |                  |                                                                            |        |                                                                                         |
| 4 juni Vriendschappelijk № «onderlinge duels» 20:30 uur | Verenigde Staten | 0 – 4                                                                      | Spanje | Gillette Stadium, Foxborough Toeschouwers: 64.121 Scheidsrechter: Roberto Silvera (URU) |
| 4 juni Vriendschappelijk № «onderlinge duels» 20:30 uur |                  | 28' Santi Cazorla 32' Álvaro Negredo 41' Santi Cazorla 73' Fernando Torres |        | Gillette Stadium, Foxborough Toeschouwers: 64.121 Scheidsrechter: Roberto Silvera (URU) |

| CONCACAF Gold Cup 2011 |
| ---------------------- |

|                                                                 |                                     |       |        |                                                                                         |
| 7 juni CONCACAF Gold Cup Groep C № «onderlinge duels» 20:00 uur | Verenigde Staten                    | 2 – 0 | Canada | Ford Field, Detroit Toeschouwers: 28.209 Scheidsrechter: Walter López Castellanos (GUA) |
| 7 juni CONCACAF Gold Cup Groep C № «onderlinge duels» 20:00 uur | Jozy Altidore 15' Clint Dempsey 62' |       |        | Ford Field, Detroit Toeschouwers: 28.209 Scheidsrechter: Walter López Castellanos (GUA) |

|                                                                  |                      |       |                                                  |                                                                                         |
| 11 juni CONCACAF Gold Cup Groep C № «onderlinge duels» 20:00 uur | Verenigde Staten     | 1 – 2 | Panama                                           | Raymond James Stadium, Tampa Toeschouwers: 27.731 Scheidsrechter: Marco Rodríguez (MEX) |
| 11 juni CONCACAF Gold Cup Groep C № «onderlinge duels» 20:00 uur | Clarence Goodson 66' |       | 19' Luis Tejada 36' (pen.) Gabriel Enrique Gómez | Raymond James Stadium, Tampa Toeschouwers: 27.731 Scheidsrechter: Marco Rodríguez (MEX) |

|                                                                  |            |                  |                  |                                                                                        |
| 14 juni CONCACAF Gold Cup Groep C № «onderlinge duels» 21:00 uur | Guadeloupe | 0 – 1            | Verenigde Staten | KC Soccer Stadium, Kansas City Toeschouwers: 20.109 Scheidsrechter: Marlon Mejía (SLV) |
| 14 juni CONCACAF Gold Cup Groep C № «onderlinge duels» 21:00 uur |            | 9' Jozy Altidore |                  | KC Soccer Stadium, Kansas City Toeschouwers: 20.109 Scheidsrechter: Marlon Mejía (SLV) |

|                                                                      |         |                                      |                  |                                                                                         |
| 19 juni CONCACAF Gold Cup Kwartfinale № «onderlinge duels» 15:00 uur | Jamaica | 0 – 2                                | Verenigde Staten | RFK Stadium, Washington D.C. Toeschouwers: 45.423 Scheidsrechter: Marco Rodríguez (MEX) |
| 19 juni CONCACAF Gold Cup Kwartfinale № «onderlinge duels» 15:00 uur |         | 49' Jermaine Jones 81' Clint Dempsey |                  | RFK Stadium, Washington D.C. Toeschouwers: 45.423 Scheidsrechter: Marco Rodríguez (MEX) |

|                                                                       |                   |       |        |                                                                                       |
| 22 juni CONCACAF Gold Cup Halve finale № «onderlinge duels» 19:00 uur | Verenigde Staten  | 1 – 0 | Panama | Reliant Stadium, Houston Toeschouwers: 70.627 Scheidsrechter: Enrico Wijngaarde (SUR) |
| 22 juni CONCACAF Gold Cup Halve finale № «onderlinge duels» 19:00 uur | Clint Dempsey 76' |       |        | Reliant Stadium, Houston Toeschouwers: 70.627 Scheidsrechter: Enrico Wijngaarde (SUR) |

|                                                                 |                                       |       |                                                                                |                                                                             |
| 25 juni CONCACAF Gold Cup Finale № «onderlinge duels» 21:00 uur | Verenigde Staten                      | 2 – 4 | Mexico                                                                         | Rose Bowl, Pasadena Toeschouwers: 93.420 Scheidsrechter: Joel Aguilar (SLV) |
| 25 juni CONCACAF Gold Cup Finale № «onderlinge duels» 21:00 uur | Michael Bradley 8' Landon Donovan 23' |       | 29' Pablo Barrera 36' Andrés Guardado 50' Pablo Barrera 76' Giovani dos Santos | Rose Bowl, Pasadena Toeschouwers: 93.420 Scheidsrechter: Joel Aguilar (SLV) |

|  |  |  |  |  |  |  |  |  |

|                                                              |                   |       |                   |                                                                                                |
| 10 augustus Vriendschappelijk № «onderlinge duels» 21:00 uur | Verenigde Staten  | 1 – 1 | Mexico            | Lincoln Financial Field, Philadelphia Toeschouwers: 30.132 Scheidsrechter: Raymond Bogle (JAM) |
| 10 augustus Vriendschappelijk № «onderlinge duels» 21:00 uur | Robbie Rogers 73' |       | 17' Oribe Peralta | Lincoln Financial Field, Philadelphia Toeschouwers: 30.132 Scheidsrechter: Raymond Bogle (JAM) |

|                                                              |                       |       |                  |                                                                                            |
| 6 september Vriendschappelijk № «onderlinge duels» 20:30 uur | België                | 1 – 0 | Verenigde Staten | Koning Boudewijnstadion, Brussel Toeschouwers: 21.946 Scheidsrechter: William Collum (SCO) |
| 6 september Vriendschappelijk № «onderlinge duels» 20:30 uur | Nicolas Lombaerts 55' |       |                  | Koning Boudewijnstadion, Brussel Toeschouwers: 21.946 Scheidsrechter: William Collum (SCO) |

|                                                            |                   |       |          |                                                                                     |
| 8 oktober Vriendschappelijk № «onderlinge duels» 18:00 uur | Verenigde Staten  | 1 – 0 | Honduras | Dolphin Stadium, Miami Toeschouwers: 21.170 Scheidsrechter: Courtney Campbell (JAM) |
| 8 oktober Vriendschappelijk № «onderlinge duels» 18:00 uur | Clint Dempsey 35' |       |          | Dolphin Stadium, Miami Toeschouwers: 21.170 Scheidsrechter: Courtney Campbell (JAM) |

|                                                             |                  |                 |         |                                                                                  |
| 11 oktober Vriendschappelijk № «onderlinge duels» 19:15 uur | Verenigde Staten | 0 – 1           | Ecuador | Red Bull Arena, Harrison Toeschouwers: 20.707 Scheidsrechter: Joel Aguilar (ESA) |
| 11 oktober Vriendschappelijk № «onderlinge duels» 19:15 uur |                  | 79' Jaime Ayoví |         | Red Bull Arena, Harrison Toeschouwers: 20.707 Scheidsrechter: Joel Aguilar (ESA) |

|                                                              |               |       |                  |                                                                                             |
| 11 november Vriendschappelijk № «onderlinge duels» 20:00 uur | Frankrijk     | 1 – 0 | Verenigde Staten | Stade de France, Saint-Denis Toeschouwers: 70.018 Scheidsrechter: Mihalis Koukoulakis (GRE) |
| 11 november Vriendschappelijk № «onderlinge duels» 20:00 uur | Loïc Rémy 72' |       |                  | Stade de France, Saint-Denis Toeschouwers: 70.018 Scheidsrechter: Mihalis Koukoulakis (GRE) |

|                                                              |                               |       |                                                            |                                                                                          |
| 15 november Vriendschappelijk № «onderlinge duels» 17:15 uur | Slovenië                      | 2 – 3 | Verenigde Staten                                           | Stožicestadion, Ljubljana Toeschouwers: 8.140 Scheidsrechter: Robert Schörgenhofer (AUT) |
| 15 november Vriendschappelijk № «onderlinge duels» 17:15 uur | Tim Matavž 26' Tim Matavž 60' |       | 9' Edson Buddle 40' Clint Dempsey 43' (pen.) Jozy Altidore | Stožicestadion, Ljubljana Toeschouwers: 8.140 Scheidsrechter: Robert Schörgenhofer (AUT) |

### 2012
|                                                             |                   |       |           | |
| 21 januari Vriendschappelijk № «onderlinge duels» 20:00 uur | Verenigde Staten  | 1 – 0 | Venezuela | University of Phoenix Stadium, Glendale Toeschouwers: 22.403 Scheidsrechter: Roberto García Orozco (MEX) |
| 21 januari Vriendschappelijk № «onderlinge duels» 20:00 uur | Ricardo Clark 90' |       |           | University of Phoenix Stadium, Glendale Toeschouwers: 22.403 Scheidsrechter: Roberto García Orozco (MEX) |

|                                                             |        |                |                  |                                                                                                   |
| 25 januari Vriendschappelijk № «onderlinge duels» 20:30 uur | Panama | 0 – 1          | Verenigde Staten | Estadio Rommel Fernández, Panama-Stad Toeschouwers: 22.403 Scheidsrechter: Francisco Chacón (MEX) |
| 25 januari Vriendschappelijk № «onderlinge duels» 20:30 uur |        | 8' Graham Zusi |                  | Estadio Rommel Fernández, Panama-Stad Toeschouwers: 22.403 Scheidsrechter: Francisco Chacón (MEX) |

|                                                              |        |                   |                  |                                                                                       |
| 29 februari Vriendschappelijk № «onderlinge duels» 20:45 uur | Italië | 0 – 1             | Verenigde Staten | Stadio Luigi Ferraris, Genua Toeschouwers: 15.000 Scheidsrechter: Fırat Aydınus (TUR) |
| 29 februari Vriendschappelijk № «onderlinge duels» 20:45 uur |        | 55' Clint Dempsey |                  | Stadio Luigi Ferraris, Genua Toeschouwers: 15.000 Scheidsrechter: Fırat Aydınus (TUR) |

|                                                         |                                                                                                |       |                          |                                                                                       |
| 26 mei Vriendschappelijk № «onderlinge duels» 20:00 uur | Verenigde Staten                                                                               | 5 – 1 | Schotland                | EverBank Field, Jacksonville Toeschouwers: 44.438 Scheidsrechter: Elmer Bonilla (SLV) |
| 26 mei Vriendschappelijk № «onderlinge duels» 20:00 uur | Landon Donovan 3' Michael Bradley 11' Landon Donovan 60' Landon Donovan 65' Jermaine Jones 70' |       | 15' (e.d.) Geoff Cameron | EverBank Field, Jacksonville Toeschouwers: 44.438 Scheidsrechter: Elmer Bonilla (SLV) |

|                                                         |                    |       |                                                                   |                                                                                       |
| 30 mei Vriendschappelijk № «onderlinge duels» 20:00 uur | Verenigde Staten   | 1 – 4 | Brazilië                                                          | FedEx Field, Washington D.C. Toeschouwers: 67.619 Scheidsrechter: Jeffrey Solis (CRC) |
| 30 mei Vriendschappelijk № «onderlinge duels» 20:00 uur | Hérculez Gómez 45' |       | 12' (pen.) Neymar 26' Thiago Silva 52' Marcelo 87' Alexandre Pato | FedEx Field, Washington D.C. Toeschouwers: 67.619 Scheidsrechter: Jeffrey Solis (CRC) |

|                                                         |        |       |                  |                                                                                |
| 3 juni Vriendschappelijk № «onderlinge duels» 20:00 uur | Canada | 0 – 0 | Verenigde Staten | BMO Field, Toronto Toeschouwers: 15.247 Scheidsrechter: Mauricio Morales (MEX) |
| 3 juni Vriendschappelijk № «onderlinge duels» 20:00 uur |        |       |                  | BMO Field, Toronto Toeschouwers: 15.247 Scheidsrechter: Mauricio Morales (MEX) |

|                                                                    |                                                                 |       |                    |                                                                                   |
| 8 juni Kwalificatie WK 2014 Groep 1 № «onderlinge duels» 19:00 uur | Verenigde Staten                                                | 3 – 1 | Antigua en Barbuda | Raymond James Stadium, Tampa Toeschouwers: 23.971 Scheidsrechter: Hugo Cruz (CRC) |
| 8 juni Kwalificatie WK 2014 Groep 1 № «onderlinge duels» 19:00 uur | Carlos Bocanegra 6' Clint Dempsey 43' (pen.) Hérculez Gómez 71' |       | 64' Peter Byers    | Raymond James Stadium, Tampa Toeschouwers: 23.971 Scheidsrechter: Hugo Cruz (CRC) |

|                                                                     |                 |       |                   |                                                                                              |
| 12 juni Kwalificatie WK 2014 Groep 1 № «onderlinge duels» 20:00 uur | Guatemala       | 1 – 1 | Verenigde Staten  | Estadio Mateo Flores, Guatemala-Stad Toeschouwers: 18.000 Scheidsrechter: Joel Aguilar (SLV) |
| 12 juni Kwalificatie WK 2014 Groep 1 № «onderlinge duels» 20:00 uur | Marco Pappa 83' |       | 40' Clint Dempsey | Estadio Mateo Flores, Guatemala-Stad Toeschouwers: 18.000 Scheidsrechter: Joel Aguilar (SLV) |

|                                                              |        |                    |                  |                                                                                       |
| 15 augustus Vriendschappelijk № «onderlinge duels» 19:00 uur | Mexico | 0 – 1              | Verenigde Staten | Aztekenstadion, Mexico-Stad Toeschouwers: 56.000 Scheidsrechter: Wálter Quesada (CRC) |
| 15 augustus Vriendschappelijk № «onderlinge duels» 19:00 uur |        | 80' Michael Orozco |                  | Aztekenstadion, Mexico-Stad Toeschouwers: 56.000 Scheidsrechter: Wálter Quesada (CRC) |

|                                                                         |                                      |       |                  |                                                                                        |
| 7 september Kwalificatie WK 2014 Groep 1 № «onderlinge duels» 20:30 uur | Jamaica                              | 2 – 1 | Verenigde Staten | Independence Park, Kingston Toeschouwers: 25.000 Scheidsrechter: Marco Rodríguez (MEX) |
| 7 september Kwalificatie WK 2014 Groep 1 № «onderlinge duels» 20:30 uur | Rodolph Austin 24' Luton Shelton 62' |       | 1' Clint Dempsey | Independence Park, Kingston Toeschouwers: 25.000 Scheidsrechter: Marco Rodríguez (MEX) |

|                                                                          |                    |       |         |                                                                                        |
| 11 september Kwalificatie WK 2014 Groep 1 № «onderlinge duels» 20:00 uur | Verenigde Staten   | 1 – 0 | Jamaica | Columbus Crew Stadium, Columbus Toeschouwers: 23.881 Scheidsrechter: José Pineda (HON) |
| 11 september Kwalificatie WK 2014 Groep 1 № «onderlinge duels» 20:00 uur | Hérculez Gómez 55' |       |         | Columbus Crew Stadium, Columbus Toeschouwers: 23.881 Scheidsrechter: José Pineda (HON) |

|                                                                        |                       |       |                                     |                                                                                            |
| 12 oktober Kwalificatie WK 2014 Groep 1 № «onderlinge duels» 19:00 uur | Antigua en Barbuda    | 1 – 2 | Verenigde Staten                    | Sir Vivian Richards Stadium, Antigua Toeschouwers: 7.000 Scheidsrechter: Neal Brizan (TRI) |
| 12 oktober Kwalificatie WK 2014 Groep 1 № «onderlinge duels» 19:00 uur | Dexter Blackstock 25' |       | 20' Eddie Johnson 90' Eddie Johnson | Sir Vivian Richards Stadium, Antigua Toeschouwers: 7.000 Scheidsrechter: Neal Brizan (TRI) |

|                                                                        |                                                          |       |                |                                                                                              |
| 16 oktober Kwalificatie WK 2014 Groep 1 № «onderlinge duels» 18:00 uur | Verenigde Staten                                         | 3 – 1 | Guatemala      | Sporting Park, Kansas City Toeschouwers: 16.947 Scheidsrechter: Roberto Moreno Salazar (PAN) |
| 16 oktober Kwalificatie WK 2014 Groep 1 № «onderlinge duels» 18:00 uur | Carlos Bocanegra 10' Clint Dempsey 18' Clint Dempsey 36' |       | 5' Carlos Ruiz | Sporting Park, Kansas City Toeschouwers: 16.947 Scheidsrechter: Roberto Moreno Salazar (PAN) |

|                                                              |                                            |       |                                           |                                                                                     |
| 14 november Vriendschappelijk № «onderlinge duels» 19:00 uur | Rusland                                    | 2 – 2 | Verenigde Staten                          | Koeban Stadion, Krasnodar Toeschouwers: 28.200 Scheidsrechter: Nicola Rizzoli (ITA) |
| 14 november Vriendschappelijk № «onderlinge duels» 19:00 uur | Fjodor Smolov 9' Roman Sjirokov 84' (pen.) |       | 76' Michael Bradley 90+3' Mikkel Diskerud | Koeban Stadion, Krasnodar Toeschouwers: 28.200 Scheidsrechter: Nicola Rizzoli (ITA) |

### 2013
|                                                             |                  |       |        |                                                                                      |
| 29 januari Vriendschappelijk № «onderlinge duels» 19:00 uur | Verenigde Staten | 0 – 0 | Canada | BBVA Compass Stadium, Houston Toeschouwers: 11.737 Scheidsrechter: Raúl Castro (HON) |
| 29 januari Vriendschappelijk № «onderlinge duels» 19:00 uur |                  |       |        | BBVA Compass Stadium, Houston Toeschouwers: 11.737 Scheidsrechter: Raúl Castro (HON) |

|                                                                             |                                    |       |                   |                                                                                                  |
| 6 februari Kwalificatie WK 2014 Vierde ronde № «onderlinge duels» 20:00 uur | Honduras                           | 2 – 1 | Verenigde Staten  | Olímpico Metropolitano, San Pedro Sula Toeschouwers: 32.000 Scheidsrechter: Wálter Quesada (CRC) |
| 6 februari Kwalificatie WK 2014 Vierde ronde № «onderlinge duels» 20:00 uur | Juan García 40' Jerry Bengtson 79' |       | 36' Clint Dempsey | Olímpico Metropolitano, San Pedro Sula Toeschouwers: 32.000 Scheidsrechter: Wálter Quesada (CRC) |

|                                                                           |                   |       |            |                                                                                                   |
| 22 maart Kwalificatie WK 2014 Vierde ronde № «onderlinge duels» 22:00 uur | Verenigde Staten  | 1 – 0 | Costa Rica | Dick's Sporting Goods Park, Commerce City Toeschouwers: 19.374 Scheidsrechter: Joel Aguilar (SLV) |
| 22 maart Kwalificatie WK 2014 Vierde ronde № «onderlinge duels» 22:00 uur | Clint Dempsey 16' |       |            | Dick's Sporting Goods Park, Commerce City Toeschouwers: 19.374 Scheidsrechter: Joel Aguilar (SLV) |

|                                                                           |        |       |                  |                                                                                                  |
| 26 maart Kwalificatie WK 2014 Vierde ronde № «onderlinge duels» 22:30 uur | Mexico | 0 – 0 | Verenigde Staten | Aztekenstadion, Mexico-Stad Toeschouwers: 105.000 Scheidsrechter: Walter López Castellanos (GUA) |
| 26 maart Kwalificatie WK 2014 Vierde ronde № «onderlinge duels» 22:30 uur |        |       |                  | Aztekenstadion, Mexico-Stad Toeschouwers: 105.000 Scheidsrechter: Walter López Castellanos (GUA) |

|                                                         |                                            |       |                                                                                     |                                                                                              |
| 29 mei Vriendschappelijk № «onderlinge duels» 20:00 uur | Verenigde Staten                           | 2 – 4 | België                                                                              | Cleveland Browns Stadium, Cleveland Toeschouwers: 27.720 Scheidsrechter: Jeffrey Solis (CRC) |
| 29 mei Vriendschappelijk № «onderlinge duels» 20:00 uur | Geoff Cameron 23' Clint Dempsey 80' (pen.) |       | 7' Kevin Mirallas 56' Christian Benteke 65' Marouane Fellaini 72' Christian Benteke | Cleveland Browns Stadium, Cleveland Toeschouwers: 27.720 Scheidsrechter: Jeffrey Solis (CRC) |

|                                                         |                                                                                        |       |                                                       |                                                                                         |
| 2 juni Vriendschappelijk № «onderlinge duels» 20:40 uur | Verenigde Staten                                                                       | 4 – 3 | Duitsland                                             | RFK Stadium, Washington D.C. Toeschouwers: 47.359 Scheidsrechter: Paul Delgadillo (MEX) |
| 2 juni Vriendschappelijk № «onderlinge duels» 20:40 uur | Jozy Altidore 13' Marc-André ter Stegen 17' (e.d.) Clint Dempsey 60' Clint Dempsey 64' |       | 52' Heiko Westermann 79' Max Kruse 81' Julian Draxler | RFK Stadium, Washington D.C. Toeschouwers: 47.359 Scheidsrechter: Paul Delgadillo (MEX) |

|                                                                         |                       |       |                                    |                                                                                               |
| 7 juni Kwalificatie WK 2014 Vierde ronde № «onderlinge duels» 21:30 uur | Jamaica               | 1 – 2 | Verenigde Staten                   | Independence Park, Kingston Toeschouwers: 12.130 Scheidsrechter: Roberto Moreno Salazar (PAN) |
| 7 juni Kwalificatie WK 2014 Vierde ronde № «onderlinge duels» 21:30 uur | Jermaine Beckford 89' |       | 30' Jozy Altidore 90+2' Brad Evans | Independence Park, Kingston Toeschouwers: 12.130 Scheidsrechter: Roberto Moreno Salazar (PAN) |

|                                                                          |                                     |       |        |                                                                                             |
| 11 juni Kwalificatie WK 2014 Vierde ronde № «onderlinge duels» 18:30 uur | Verenigde Staten                    | 2 – 0 | Panama | CenturyLink Field, Seattle Toeschouwers: 40.847 Scheidsrechter: Roberto García Orozco (MEX) |
| 11 juni Kwalificatie WK 2014 Vierde ronde № «onderlinge duels» 18:30 uur | Jozy Altidore 36' Eddie Johnson 53' |       |        | CenturyLink Field, Seattle Toeschouwers: 40.847 Scheidsrechter: Roberto García Orozco (MEX) |

|                                                                          |                   |       |          |                                                                                                |
| 18 juni Kwalificatie WK 2014 Vierde ronde № «onderlinge duels» 19:00 uur | Verenigde Staten  | 1 – 0 | Honduras | Rio Tinto Stadium, Salt Lake City Toeschouwers: 20.250 Scheidsrechter: Enrico Wijngaarde (SUR) |
| 18 juni Kwalificatie WK 2014 Vierde ronde № «onderlinge duels» 19:00 uur | Jozy Altidore 73' |       |          | Rio Tinto Stadium, Salt Lake City Toeschouwers: 20.250 Scheidsrechter: Enrico Wijngaarde (SUR) |

|                                                         | |       |           |                                                                                        |
| 5 juli Vriendschappelijk № «onderlinge duels» 20:00 uur | Verenigde Staten | 6 – 0 | Guatemala | Qualcomm Stadium, San Diego Toeschouwers: 25.080 Scheidsrechter: Valdin Legister (JAM) |
| 5 juli Vriendschappelijk № «onderlinge duels» 20:00 uur | Hérculez Gómez 42' Landon Donovan 55' (pen.) Chris Wondolowski 71' Landon Donovan 72' Clarence Goodson 85' Alejandro Bedoya 88' |       |           | Qualcomm Stadium, San Diego Toeschouwers: 25.080 Scheidsrechter: Valdin Legister (JAM) |

| CONCACAF Gold Cup 2013 |
| ---------------------- |

|                                                                 | |       |                 |                                                                                      |
| 9 juli CONCACAF Gold Cup Groep C № «onderlinge duels» 20:00 uur | Verenigde Staten | 6 – 1 | Belize          | Jeld-Wen Field, Portland Toeschouwers: 18.724 Scheidsrechter: Héctor Rodriguez (HON) |
| 9 juli CONCACAF Gold Cup Groep C № «onderlinge duels» 20:00 uur | Chris Wondolowski 12' Chris Wondolowski 37' Chris Wondolowski 41' Stuart Holden 58' Michael Orozco 72' Landon Donovan 76' (pen.) |       | 40' Ian Gaynair | Jeld-Wen Field, Portland Toeschouwers: 18.724 Scheidsrechter: Héctor Rodriguez (HON) |

|                                                                  |                                                                                 |       |                  |                                                                                  |
| 13 juli CONCACAF Gold Cup Groep C № «onderlinge duels» 13:30 uur | Verenigde Staten                                                                | 4 – 1 | Cuba             | Rio Tinto Stadium, Sandy Toeschouwers: 17.597 Scheidsrechter: David Gantar (CAN) |
| 13 juli CONCACAF Gold Cup Groep C № «onderlinge duels» 13:30 uur | Landon Donovan 45+2' Joe Corona 57' Chris Wondolowski 66' Chris Wondolowski 85' |       | 36' José Alfonso | Rio Tinto Stadium, Sandy Toeschouwers: 17.597 Scheidsrechter: David Gantar (CAN) |

|                                                                  |                  |       |            |                                                                                              |
| 16 juli CONCACAF Gold Cup Groep C № «onderlinge duels» 20:00 uur | Verenigde Staten | 1 – 0 | Costa Rica | Rentschler Field, East Hartford Toeschouwers: 25.432 Scheidsrechter: Courtney Campbell (JAM) |
| 16 juli CONCACAF Gold Cup Groep C № «onderlinge duels» 20:00 uur | Brek Shea 82'    |       |            | Rentschler Field, East Hartford Toeschouwers: 25.432 Scheidsrechter: Courtney Campbell (JAM) |

|                                                                      |                                                                                              |       |                           |                                                                                          |
| 21 juli CONCACAF Gold Cup Kwartfinale № «onderlinge duels» 16:00 uur | Verenigde Staten                                                                             | 5 – 1 | El Salvador               | M&T Bank Stadium, Baltimore Toeschouwers: 70.540 Scheidsrechter: Enrico Wijngaarde (SUR) |
| 21 juli CONCACAF Gold Cup Kwartfinale № «onderlinge duels» 16:00 uur | Clarence Goodson 21' Joe Corona 29' Eddie Johnson 60' Landon Donovan 78' Mikkel Diskerud 84' |       | 39' (pen.) Rodolfo Zelaya | M&T Bank Stadium, Baltimore Toeschouwers: 70.540 Scheidsrechter: Enrico Wijngaarde (SUR) |

|                                                                       |                 |       |                                                         |                                                                                      |
| 24 juli CONCACAF Gold Cup Halve finale № «onderlinge duels» 19:00 uur | Honduras        | 1 – 3 | Verenigde Staten                                        | Cowboys Stadium, Arlington Toeschouwers: 81.410 Scheidsrechter: Wálter Quesada (CRC) |
| 24 juli CONCACAF Gold Cup Halve finale № «onderlinge duels» 19:00 uur | Nery Medina 52' |       | 11' Eddie Johnson 27' Landon Donovan 53' Landon Donovan | Cowboys Stadium, Arlington Toeschouwers: 81.410 Scheidsrechter: Wálter Quesada (CRC) |

|                                                                 |                  |       |        |                                                                                |
| 28 juli CONCACAF Gold Cup Finale № «onderlinge duels» 16:00 uur | Verenigde Staten | 1 – 0 | Panama | Soldier Field, Chicago Toeschouwers: 57.920 Scheidsrechter: Joel Aguilar (SLV) |
| 28 juli CONCACAF Gold Cup Finale № «onderlinge duels» 16:00 uur | Brek Shea 69'    |       |        | Soldier Field, Chicago Toeschouwers: 57.920 Scheidsrechter: Joel Aguilar (SLV) |

|  |  |  |  |  |  |  |  |  |

|                                                              |                                                 |       |                                                                         |                                                                                   |
| 14 augustus Vriendschappelijk № «onderlinge duels» 20:30 uur | Bosnië en Herz.                                 | 3 – 4 | Verenigde Staten                                                        | Koševo Stadion, Sarajevo Toeschouwers: 24.000 Scheidsrechter: Damir Skomina (SLO) |
| 14 augustus Vriendschappelijk № «onderlinge duels» 20:30 uur | Edin Džeko 8' Vedad Ibišević 30' Edin Džeko 90' |       | 55' Eddie Johnson 59' Jozy Altidore 85' Jozy Altidore 86' Jozy Altidore | Koševo Stadion, Sarajevo Toeschouwers: 24.000 Scheidsrechter: Damir Skomina (SLO) |

|                                                                              |                                                    |       |                          |                                                                                       |
| 6 september Kwalificatie WK 2014 Vierde ronde № «onderlinge duels» 20:00 uur | Costa Rica                                         | 3 – 1 | Verenigde Staten         | Estadio Nacional, San José Toeschouwers: 35.000 Scheidsrechter: Marco Rodríguez (MEX) |
| 6 september Kwalificatie WK 2014 Vierde ronde № «onderlinge duels» 20:00 uur | Johnny Acosta 2' Celso Borges 9' Joel Campbell 75' |       | 42' (pen.) Clint Dempsey | Estadio Nacional, San José Toeschouwers: 35.000 Scheidsrechter: Marco Rodríguez (MEX) |

|                                                                               |                                      |       |        |                                                                                              |
| 10 september Kwalificatie WK 2014 Vierde ronde № «onderlinge duels» 21:00 uur | Verenigde Staten                     | 2 – 0 | Mexico | Columbus Crew Stadium, Columbus Toeschouwers: 24.584 Scheidsrechter: Courtney Campbell (JAM) |
| 10 september Kwalificatie WK 2014 Vierde ronde № «onderlinge duels» 21:00 uur | Eddie Johnson 49' Landon Donovan 78' |       |        | Columbus Crew Stadium, Columbus Toeschouwers: 24.584 Scheidsrechter: Courtney Campbell (JAM) |

|                                                                             |                                   |       |         |                                                                                     |
| 11 oktober Kwalificatie WK 2014 Vierde ronde № «onderlinge duels» 17:30 uur | Verenigde Staten                  | 2 – 0 | Jamaica | Sporting Park, Kansas City Toeschouwers: 18.467 Scheidsrechter: Elmer Bonilla (SLV) |
| 11 oktober Kwalificatie WK 2014 Vierde ronde № «onderlinge duels» 17:30 uur | Graham Zusi 77' Jozy Altidore 81' |       |         | Sporting Park, Kansas City Toeschouwers: 18.467 Scheidsrechter: Elmer Bonilla (SLV) |

|                                                                             |                                    |       |                                                            | |
| 15 oktober Kwalificatie WK 2014 Vierde ronde № «onderlinge duels» 20:30 uur | Panama                             | 2 – 3 | Verenigde Staten                                           | Estadio Rommel Fernández, Panama-Stad Toeschouwers: 18.254 Scheidsrechter: Courtney Campbell (JAM) |
| 15 oktober Kwalificatie WK 2014 Vierde ronde № «onderlinge duels» 20:30 uur | Gabriel Torres 18' Luis Tejada 84' |       | 64' Michael Orozco 90+2' Graham Zusi 90+3' Aron Jóhannsson | Estadio Rommel Fernández, Panama-Stad Toeschouwers: 18.254 Scheidsrechter: Courtney Campbell (JAM) |

|                                                              |           |       |                  |                                                                                 |
| 15 november Vriendschappelijk № «onderlinge duels» 20:05 uur | Schotland | 0 – 0 | Verenigde Staten | Hampden Park, Glasgow Toeschouwers: 21.079 Scheidsrechter: Michael Oliver (ENG) |
| 15 november Vriendschappelijk № «onderlinge duels» 20:05 uur |           |       |                  | Hampden Park, Glasgow Toeschouwers: 21.079 Scheidsrechter: Michael Oliver (ENG) |

|                                                              |                |       |                  |                                                                                  |
| 19 november Vriendschappelijk № «onderlinge duels» 20:45 uur | Oostenrijk     | 1 – 0 | Verenigde Staten | Ernst Happelstadion, Wenen Toeschouwers: 20.200 Scheidsrechter: István Vad (HUN) |
| 19 november Vriendschappelijk № «onderlinge duels» 20:45 uur | Marc Janko 33' |       |                  | Ernst Happelstadion, Wenen Toeschouwers: 20.200 Scheidsrechter: István Vad (HUN) |

### 2014
|                                                          |                                       |       |                  |                                                                                                 |
| 5 maart Vriendschappelijk № «onderlinge duels» 19:00 uur | Oekraïne                              | 2 – 0 | Verenigde Staten | Antonis Papadopoulosstadion, Larnaca Toeschouwers: 1.573 Scheidsrechter: Leontios Trattou (CYP) |
| 5 maart Vriendschappelijk № «onderlinge duels» 19:00 uur | Andriy Yarmolenko 12' Marko Dević 68' |       |                  | Antonis Papadopoulosstadion, Larnaca Toeschouwers: 1.573 Scheidsrechter: Leontios Trattou (CYP) |

|                                                          |                                           |       |                                    | |
| 2 april Vriendschappelijk № «onderlinge duels» 20:00 uur | Verenigde Staten                          | 2 – 2 | Mexico                             | University of Phoenix Stadium, Glendale Toeschouwers: 59.066 Scheidsrechter: Roberto Moreno Salazar (PAN) |
| 2 april Vriendschappelijk № «onderlinge duels» 20:00 uur | Michael Bradley 15' Chris Wondolowski 28' |       | 49' Rafael Márquez 67' Alan Pulido | University of Phoenix Stadium, Glendale Toeschouwers: 59.066 Scheidsrechter: Roberto Moreno Salazar (PAN) |

|                                                         |                                         |       |              |                                                                                           |
| 27 mei Vriendschappelijk № «onderlinge duels» 20:00 uur | Verenigde Staten                        | 2 – 0 | Azerbeidzjan | Candlestick Park, San Francisco Toeschouwers: 24.688 Scheidsrechter: Henry Bejarano (CRC) |
| 27 mei Vriendschappelijk № «onderlinge duels» 20:00 uur | Mikkel Diskerud 75' Aron Jóhannsson 81' |       |              | Candlestick Park, San Francisco Toeschouwers: 24.688 Scheidsrechter: Henry Bejarano (CRC) |

|                                                         |                                      |       |                        |                                                                                 |
| 1 juni Vriendschappelijk № «onderlinge duels» 19:00 uur | Verenigde Staten                     | 2 – 1 | Turkije                | Red Bull Arena, Harrison Toeschouwers: 26.762 Scheidsrechter: Slim Jedidi (TUN) |
| 1 juni Vriendschappelijk № «onderlinge duels» 19:00 uur | Fabian Johnson 26' Clint Dempsey 53' |       | 90' (pen.) Selçuk İnan | Red Bull Arena, Harrison Toeschouwers: 26.762 Scheidsrechter: Slim Jedidi (TUN) |

|                                                         |                                     |       |                         |                                                                                          |
| 7 juni Vriendschappelijk № «onderlinge duels» 20:00 uur | Verenigde Staten                    | 2 – 1 | Nigeria                 | EverBank Field, Jacksonville Toeschouwers: 52.033 Scheidsrechter: Mark Clattenburg (ENG) |
| 7 juni Vriendschappelijk № «onderlinge duels» 20:00 uur | Jozy Altidore 31' Jozy Altidore 68' |       | 86' (pen.) Victor Moses | EverBank Field, Jacksonville Toeschouwers: 52.033 Scheidsrechter: Mark Clattenburg (ENG) |

| Wereldkampioenschap voetbal 2014 |
| -------------------------------- |

|                                                                            |                |       |                                          |                                                                                  |
| 12 juni Wereldkampioenschap voetbal Groep G № «onderlinge duels» 19:00 uur | Ghana          | 1 – 2 | Verenigde Staten                         | Arena das Dunas, Natal Toeschouwers: 39.760 Scheidsrechter: Jonas Eriksson (SWE) |
| 12 juni Wereldkampioenschap voetbal Groep G № «onderlinge duels» 19:00 uur | André Ayew 82' |       | 1' Clint Dempsey 86' John Anthony Brooks | Arena das Dunas, Natal Toeschouwers: 39.760 Scheidsrechter: Jonas Eriksson (SWE) |

|                                                                            |                                      |       |                                |                                                                                 |
| 22 juni Wereldkampioenschap voetbal Groep G № «onderlinge duels» 18:00 uur | Verenigde Staten                     | 2 – 2 | Portugal                       | Arena Amazônia, Manaus Toeschouwers: 39.000 Scheidsrechter: Néstor Pitana (ARG) |
| 22 juni Wereldkampioenschap voetbal Groep G № «onderlinge duels» 18:00 uur | Jermaine Jones 64' Clint Dempsey 81' |       | 5' Nani 90+5' Silvestre Varela | Arena Amazônia, Manaus Toeschouwers: 39.000 Scheidsrechter: Néstor Pitana (ARG) |

|                                                                            |                  |                   |           |                                                                                              |
| 26 juni Wereldkampioenschap voetbal Groep G № «onderlinge duels» 13:00 uur | Verenigde Staten | 0 – 1             | Duitsland | Itaipava Arena Pernambuco, Recife Toeschouwers: 41.876 Scheidsrechter: Ravshan Irmatov (UZB) |
| 26 juni Wereldkampioenschap voetbal Groep G № «onderlinge duels» 13:00 uur |                  | 55' Thomas Müller |           | Itaipava Arena Pernambuco, Recife Toeschouwers: 41.876 Scheidsrechter: Ravshan Irmatov (UZB) |

|                                                                                  |                                        |              |                   |                                                                                  |
| 1 juli Wereldkampioenschap voetbal Achtste finale № «onderlinge duels» 17:00 uur | België                                 | 2 – 1 (n.v.) | Verenigde Staten  | Bahia Arena, Salvador Toeschouwers: 51.227 Scheidsrechter: Djamel Haimoudi (ALG) |
| 1 juli Wereldkampioenschap voetbal Achtste finale № «onderlinge duels» 17:00 uur | Kevin De Bruyne 93' Romelu Lukaku 105' |              | 107' Julian Green | Bahia Arena, Salvador Toeschouwers: 51.227 Scheidsrechter: Djamel Haimoudi (ALG) |

|  |  |  |  |  |  |  |  |  |

|                                                              |          |                      |                  |                                                                             |
| 3 september Vriendschappelijk № «onderlinge duels» 20:15 uur | Tsjechië | 0 – 1                | Verenigde Staten | Generali Arena, Praag Toeschouwers: 12.624 Scheidsrechter: István Vad (HUN) |
| 3 september Vriendschappelijk № «onderlinge duels» 20:15 uur |          | 39' Alejandro Bedoya |                  | Generali Arena, Praag Toeschouwers: 12.624 Scheidsrechter: István Vad (HUN) |

|                                                             |                    |       |                    |                                                                                              |
| 10 oktober Vriendschappelijk № «onderlinge duels» 19:00 uur | Verenigde Staten   | 1 – 1 | Ecuador            | Rentschler Field, Hartford Toeschouwers: 36.265 Scheidsrechter: Roberto Moreno Salazar (PAN) |
| 10 oktober Vriendschappelijk № «onderlinge duels» 19:00 uur | Mikkel Diskerud 5' |       | 88' Enner Valencia | Rentschler Field, Hartford Toeschouwers: 36.265 Scheidsrechter: Roberto Moreno Salazar (PAN) |

|                                                             |                   |       |                     |                                                                                   |
| 14 oktober Vriendschappelijk № «onderlinge duels» 20:00 uur | Verenigde Staten  | 1 – 1 | Honduras            | FAU Stadium, Boca Raton Toeschouwers: 14.805 Scheidsrechter: Yadel Martínez (CUB) |
| 14 oktober Vriendschappelijk № «onderlinge duels» 20:00 uur | Jozy Altidore 10' |       | 86' Maynor Figueroa | FAU Stadium, Boca Raton Toeschouwers: 14.805 Scheidsrechter: Yadel Martínez (CUB) |

|                                                              |                          |       |                                        |                                                                                    |
| 14 november Vriendschappelijk № «onderlinge duels» 20:45 uur | Verenigde Staten         | 1 – 2 | Colombia                               | Craven Cottage, Londen Toeschouwers: 24.235 Scheidsrechter: Szymon Marciniak (POL) |
| 14 november Vriendschappelijk № «onderlinge duels» 20:45 uur | Jozy Altidore 10' (pen.) |       | 60' Carlos Bacca 87' Teófilo Gutiérrez | Craven Cottage, Londen Toeschouwers: 24.235 Scheidsrechter: Szymon Marciniak (POL) |

|                                                              |                                                                           |       |                     |                                                                                  |
| 18 november Vriendschappelijk № «onderlinge duels» 20:45 uur | Ierland                                                                   | 4 – 1 | Verenigde Staten    | Avivastadion, Dublin Toeschouwers: 33.332 Scheidsrechter: Paweł Raczkowski (POL) |
| 18 november Vriendschappelijk № «onderlinge duels» 20:45 uur | Anthony Pilkington 7' Robbie Brady 55' James McClean 82' Robbie Brady 86' |       | 39' Mikkel Diskerud | Avivastadion, Dublin Toeschouwers: 33.332 Scheidsrechter: Paweł Raczkowski (POL) |

### 2015
|                                                             |                                                           |       |                                |                                                                                           |
| 28 januari Vriendschappelijk № «onderlinge duels» 20:00 uur | Chili                                                     | 3 – 2 | Verenigde Staten               | Estadio El Teniente, Rancagua Toeschouwers: 12.420 Scheidsrechter: Patricio Loustau (ARG) |
| 28 januari Vriendschappelijk № «onderlinge duels» 20:00 uur | Roberto Gutiérrez 10' Mark González 66' Mark González 75' |       | 6' Brek Shea 31' Jozy Altidore | Estadio El Teniente, Rancagua Toeschouwers: 12.420 Scheidsrechter: Patricio Loustau (ARG) |

|                                                           |                                                                  |       |                                       |                                                                                 |
| 25 maart Vriendschappelijk № «onderlinge duels» 20:15 uur | Denemarken                                                       | 3 – 2 | Verenigde Staten                      | NRGi Park, Aarhus Toeschouwers: 10.505 Scheidsrechter: Mattias Gestranius (FIN) |
| 25 maart Vriendschappelijk № «onderlinge duels» 20:15 uur | Nicklas Bendtner 33' Nicklas Bendtner 83' Nicklas Bendtner 90+1' |       | 19' Jozy Altidore 66' Aron Jóhannsson | NRGi Park, Aarhus Toeschouwers: 10.505 Scheidsrechter: Mattias Gestranius (FIN) |

|                                                           |                      |       |                  |                                                                          |
| 31 maart Vriendschappelijk № «onderlinge duels» 18:15 uur | Zwitserland          | 1 – 1 | Verenigde Staten | Letzigrund, Zürich Toeschouwers: 16.100 Scheidsrechter: Luca Banti (ITA) |
| 31 maart Vriendschappelijk № «onderlinge duels» 18:15 uur | Valentin Stocker 80' |       | 45' Brek Shea    | Letzigrund, Zürich Toeschouwers: 16.100 Scheidsrechter: Luca Banti (ITA) |

|                                                           |                                    |       |        |                                                                                   |
| 15 april Vriendschappelijk № «onderlinge duels» 20:00 uur | Verenigde Staten                   | 2 – 0 | Mexico | Alamodome, San Antonio Toeschouwers: 64.369 Scheidsrechter: Ricardo Montero (CRC) |
| 15 april Vriendschappelijk № «onderlinge duels» 20:00 uur | Jordan Morris 49' Juan Agudelo 72' |       |        | Alamodome, San Antonio Toeschouwers: 64.369 Scheidsrechter: Ricardo Montero (CRC) |

|                                                         |                                                                   |       |                                                                             |                                                                                            |
| 5 juni Vriendschappelijk № «onderlinge duels» 20:30 uur | Nederland                                                         | 3 – 4 | Verenigde Staten                                                            | Amsterdam ArenA, Amsterdam Toeschouwers: 46.000 Scheidsrechter: Martin Strömbergsson (SWE) |
| 5 juni Vriendschappelijk № «onderlinge duels» 20:30 uur | Klaas-Jan Huntelaar 27' Klaas-Jan Huntelaar 49' Memphis Depay 53' |       | 33' Gyasi Zardes 70' John Anthony Brooks 88' Daniel Williams 90' Bobby Wood | Amsterdam ArenA, Amsterdam Toeschouwers: 46.000 Scheidsrechter: Martin Strömbergsson (SWE) |

|                                                          |                 |       |                                    |                                                                                       |
| 10 juni Vriendschappelijk № «onderlinge duels» 20:45 uur | Duitsland       | 1 – 2 | Verenigde Staten                   | RheinEnergieStadion, Keulen Toeschouwers: 40.438 Scheidsrechter: Danny Makkelie (NED) |
| 10 juni Vriendschappelijk № «onderlinge duels» 20:45 uur | Mario Götze 12' |       | 41' Mikkel Diskerud 87' Bobby Wood | RheinEnergieStadion, Keulen Toeschouwers: 40.438 Scheidsrechter: Danny Makkelie (NED) |

|                                                         |                                                                                                 |       |           |                                                                                  |
| 3 juli Vriendschappelijk № «onderlinge duels» 17:30 uur | Verenigde Staten                                                                                | 4 – 0 | Guatemala | LP Field, Nashville Toeschouwers: 44.835 Scheidsrechter: Jorge Pérez Durán (MEX) |
| 3 juli Vriendschappelijk № «onderlinge duels» 17:30 uur | Carlos Castrillo 19' (e.d.) Timothy Chandler 58' Clint Dempsey 72' (pen.) Chris Wondolowski 86' |       |           | LP Field, Nashville Toeschouwers: 44.835 Scheidsrechter: Jorge Pérez Durán (MEX) |

| CONCACAF Gold Cup |
| ----------------- |

|                                                                 |                                     |       |                   |                                                                                          |
| 7 juli CONCACAF Gold Cup Groep A № «onderlinge duels» 20:30 uur | Verenigde Staten                    | 2 – 1 | Honduras          | Toyota Stadium, Frisco Toeschouwers: 22.357 Scheidsrechter: César Ramos Palazuelos (MEX) |
| 7 juli CONCACAF Gold Cup Groep A № «onderlinge duels» 20:30 uur | Clint Dempsey 25' Clint Dempsey 64' |       | 68' Carlos Discua | Toyota Stadium, Frisco Toeschouwers: 22.357 Scheidsrechter: César Ramos Palazuelos (MEX) |

|                                                                  |                   |       |       |                                                                                         |
| 10 juli CONCACAF Gold Cup Groep A № «onderlinge duels» 20:30 uur | Verenigde Staten  | 1 – 0 | Haïti | Gillette Stadium, Foxborough Toeschouwers: 46.720 Scheidsrechter: Ricardo Montero (CRC) |
| 10 juli CONCACAF Gold Cup Groep A № «onderlinge duels» 20:30 uur | Clint Dempsey 47' |       |       | Gillette Stadium, Foxborough Toeschouwers: 46.720 Scheidsrechter: Ricardo Montero (CRC) |

|                                                                  |                |       |                     |                                                                                            |
| 13 juli CONCACAF Gold Cup Groep A № «onderlinge duels» 20:30 uur | Panama         | 1 – 1 | Verenigde Staten    | Children's Mercy Park, Kansas City Toeschouwers: 18.467 Scheidsrechter: Joel Aguilar (SLV) |
| 13 juli CONCACAF Gold Cup Groep A № «onderlinge duels» 20:30 uur | Blas Pérez 33' |       | 54' Michael Bradley | Children's Mercy Park, Kansas City Toeschouwers: 18.467 Scheidsrechter: Joel Aguilar (SLV) |

|                                                                      | |       |      |                                                                                       |
| 18 juli CONCACAF Gold Cup Kwartfinale № «onderlinge duels» 17:00 uur | Verenigde Staten                                                                                                   | 6 – 0 | Cuba | M&T Bank Stadium, Baltimore Toeschouwers: 37.994 Scheidsrechter: Henry Bejarano (CRC) |
| 18 juli CONCACAF Gold Cup Kwartfinale № «onderlinge duels» 17:00 uur | Clint Dempsey 4' Gyasi Zardes 15' Aron Jóhannsson 32' Omar Gonzalez 45' Clint Dempsey 64' (pen.) Clint Dempsey 78' |       |      | M&T Bank Stadium, Baltimore Toeschouwers: 37.994 Scheidsrechter: Henry Bejarano (CRC) |

|                                                                       |                     |       |                                      |                                                                                  |
| 22 juli CONCACAF Gold Cup Halve finale № «onderlinge duels» 18:00 uur | Verenigde Staten    | 1 – 2 | Jamaica                              | Georgia Dome, Atlanta Toeschouwers: 70.511 Scheidsrechter: Ricardo Montero (CRC) |
| 22 juli CONCACAF Gold Cup Halve finale № «onderlinge duels» 18:00 uur | Michael Bradley 48' |       | 31' Darren Mattocks 36' Giles Barnes | Georgia Dome, Atlanta Toeschouwers: 70.511 Scheidsrechter: Ricardo Montero (CRC) |

|                                                                       |                                                                               |              |                                                           |                                                                            |
| 25 juli CONCACAF Gold Cup Troostfinale № «onderlinge duels» 16:00 uur | Verenigde Staten                                                              | 1 – 1 (n.v.) | Panama                                                    | PPL Park, Chester Toeschouwers: 12.598 Scheidsrechter: Óscar Moncada (HON) |
| 25 juli CONCACAF Gold Cup Troostfinale № «onderlinge duels» 16:00 uur | Clint Dempsey 70'                                                             |              | 55' Roberto Nurse                                         | PPL Park, Chester Toeschouwers: 12.598 Scheidsrechter: Óscar Moncada (HON) |
| 25 juli CONCACAF Gold Cup Troostfinale № «onderlinge duels» 16:00 uur | Strafschoppen                                                                 |              |                                                           | PPL Park, Chester Toeschouwers: 12.598 Scheidsrechter: Óscar Moncada (HON) |
| 25 juli CONCACAF Gold Cup Troostfinale № «onderlinge duels» 16:00 uur | Aron Jóhannsson Clint Dempsey Fabian Johnson Michael Bradley DaMarcus Beasley | 2 – 3        | Román Torres Adbiel Arroyo Armando Cooper Harold Cummings | PPL Park, Chester Toeschouwers: 12.598 Scheidsrechter: Óscar Moncada (HON) |

|  |  |  |  |  |  |  |  |  |

|                                                              |                                     |       |                  | |
| 4 september Vriendschappelijk № «onderlinge duels» 19:00 uur | Verenigde Staten                    | 2 – 1 | Peru             | Robert F. Kennedy Memorial Stadium, Washington D.C. Toeschouwers: 28.896 Scheidsrechter: Francisco Chacón (MEX) |
| 4 september Vriendschappelijk № «onderlinge duels» 19:00 uur | Jozy Altidore 59' Jozy Altidore 68' |       | 20' Diego Chávez | Robert F. Kennedy Memorial Stadium, Washington D.C. Toeschouwers: 28.896 Scheidsrechter: Francisco Chacón (MEX) |

|                                                    |                       |       |                                                  |                                                                                      |
| 8 september Vriendschappelijk № «onderlinge duels» | Verenigde Staten      | 1 – 4 | Brazilië                                         | Gillette Stadium, Foxborough Toeschouwers: 29.308 Scheidsrechter: Joel Aguilar (SLV) |
| 8 september Vriendschappelijk № «onderlinge duels» | Daniel Williams 90+1' |       | 9' Hulk 51' (pen.) Neymar 64' Rafinha 67' Neymar | Gillette Stadium, Foxborough Toeschouwers: 29.308 Scheidsrechter: Joel Aguilar (SLV) |

|                                                        |                                                          |              |                                   |                                                                             |
| 10 oktober CONCACAF Cup № «onderlinge duels» 18:00 uur | Mexico                                                   | 3 – 2 (n.v.) | Verenigde Staten                  | Rose Bowl, Pasadena Toeschouwers: 93.420 Scheidsrechter: Joel Aguilar (SLV) |
| 10 oktober CONCACAF Cup № «onderlinge duels» 18:00 uur | Javier Hernández 10' Oribe Peralta 96' Paul Aguilar 118' |              | 15' Geoff Cameron 108' Bobby Wood | Rose Bowl, Pasadena Toeschouwers: 93.420 Scheidsrechter: Joel Aguilar (SLV) |

|                                                             |                  |                   |            |                                                                                             |
| 13 oktober Vriendschappelijk № «onderlinge duels» 18:30 uur | Verenigde Staten | 0 – 1             | Costa Rica | Red Bull Arena, Harrison Toeschouwers: 9.214 Scheidsrechter: Walter López Castellanos (GUA) |
| 13 oktober Vriendschappelijk № «onderlinge duels» 18:30 uur |                  | 70' Joel Campbell |            | Red Bull Arena, Harrison Toeschouwers: 9.214 Scheidsrechter: Walter López Castellanos (GUA) |

|                                                                                      | |       |                         |                                                                                     |
| 13 november Kwalificatie WK 2018 Vierde ronde Groep C № «onderlinge duels» 18:10 uur | Verenigde Staten                                                                                         | 6 – 1 | St. Vincent en de Gren. | Busch Stadium, Saint Louis Toeschouwers: 43.433 Scheidsrechter: Jeffrey Solis (CRC) |
| 13 november Kwalificatie WK 2018 Vierde ronde Groep C № «onderlinge duels» 18:10 uur | Bobby Wood 11' Fabian Johnson 29' Jozy Altidore 31' Geoff Cameron 51' Gyasi Zardes 58' Jozy Altidore 74' |       | 5' Oalex Anderson       | Busch Stadium, Saint Louis Toeschouwers: 43.433 Scheidsrechter: Jeffrey Solis (CRC) |

|                                                                                      |                |       |                  |                                                                                               |
| 17 november Kwalificatie WK 2018 Vierde ronde Groep C № «onderlinge duels» 19:36 uur | Trinidad en T. | 0 – 0 | Verenigde Staten | Hasely Crawford Stadium, Port of Spain Toeschouwers: 22.809 Scheidsrechter: César Ramos (MEX) |
| 17 november Kwalificatie WK 2018 Vierde ronde Groep C № «onderlinge duels» 19:36 uur |                |       |                  | Hasely Crawford Stadium, Port of Spain Toeschouwers: 22.809 Scheidsrechter: César Ramos (MEX) |

### 2016
|                                                                                   |                                   |       |                  |                                                                                              |
| 25 maart Kwalificatie WK 2018 Vierde ronde Groep C № «onderlinge duels» 20:00 uur | Guatemala                         | 2 – 0 | Verenigde Staten | Estadio Mateo Flores, Guatemala-Stad Toeschouwers: 38.763 Scheidsrechter: Jafeth Parea (PAN) |
| 25 maart Kwalificatie WK 2018 Vierde ronde Groep C № «onderlinge duels» 20:00 uur | Rafael Morales 7' Carlos Ruiz 15' |       |                  | Estadio Mateo Flores, Guatemala-Stad Toeschouwers: 38.763 Scheidsrechter: Jafeth Parea (PAN) |

|                                                                                   |                                                                       |       |           |                                                                                     |
| 29 maart Kwalificatie WK 2018 Vierde ronde Groep C № «onderlinge duels» 19:30 uur | Verenigde Staten                                                      | 4 – 0 | Guatemala | Mapfre Stadium, Columbus Toeschouwers: 20.624 Scheidsrechter: Valdin Legister (JAM) |
| 29 maart Kwalificatie WK 2018 Vierde ronde Groep C № «onderlinge duels» 19:30 uur | Clint Dempsey 12' Geoff Cameron 35' Graham Zusi 46' Jozy Altidore 89' |       |           | Mapfre Stadium, Columbus Toeschouwers: 20.624 Scheidsrechter: Valdin Legister (JAM) |

|                                                         |                       |       |                                              |                                                                                              |
| 22 mei Vriendschappelijk № «onderlinge duels» 12:00 uur | Puerto Rico           | 1 – 3 | Verenigde Staten                             | Estadio Juan Ramón Loubriel, Bayamón Toeschouwers: 14.000 Scheidsrechter: Kimball Ward (SKN) |
| 22 mei Vriendschappelijk № «onderlinge duels» 12:00 uur | Álvaro Betancourt 42' |       | 20' Tim Ream 34' Bobby Wood 56' Paul Arriola | Estadio Juan Ramón Loubriel, Bayamón Toeschouwers: 14.000 Scheidsrechter: Kimball Ward (SKN) |

|                                                         |                      |       |         |                                                                                       |
| 25 mei Vriendschappelijk № «onderlinge duels» 19:00 uur | Verenigde Staten     | 1 – 0 | Ecuador | Toyota Stadium, San Francisco Toeschouwers: 9.893 Scheidsrechter: José Peñaloza (MEX) |
| 25 mei Vriendschappelijk № «onderlinge duels» 19:00 uur | Darlington Nagbe 90' |       |         | Toyota Stadium, San Francisco Toeschouwers: 9.893 Scheidsrechter: José Peñaloza (MEX) |

|                                                         |                                                                                 |       |         |                                                                                            |
| 28 mei Vriendschappelijk № «onderlinge duels» 19:00 uur | Verenigde Staten                                                                | 4 – 0 | Bolivia | Children's Mercy Park, Kansas City Toeschouwers: 8.894 Scheidsrechter: Elmer Bonilla (ESA) |
| 28 mei Vriendschappelijk № «onderlinge duels» 19:00 uur | Gyasi Zardes 26' John Anthony Brooks 37' Gyasi Zardes 52' Christian Pulisic 69' |       |         | Children's Mercy Park, Kansas City Toeschouwers: 8.894 Scheidsrechter: Elmer Bonilla (ESA) |

|                                                                                      |                         | |                  |                                                                                        |
| 2 september Kwalificatie WK 2018 Vierde ronde Groep C № «onderlinge duels» 15:30 uur | St. Vincent en de Gren. | 0 – 6 | Verenigde Staten | Arnos Vale Stadium, Kingstown Toeschouwers: ??? Scheidsrechter: Mathieu Bourdeau (CAN) |
| 2 september Kwalificatie WK 2018 Vierde ronde Groep C № «onderlinge duels» 15:30 uur |                         | 28' Bobby Wood 32' Matt Besler 43' (pen.) Jozy Altidore 71' Christian Pulisic 78' Sacha Kljestan 90' Christian Pulisic |                  | Arnos Vale Stadium, Kingstown Toeschouwers: ??? Scheidsrechter: Mathieu Bourdeau (CAN) |

|                                                                                      |                                                                         |       |                |                                                                                         |
| 6 september Kwalificatie WK 2018 Vierde ronde Groep C № «onderlinge duels» 20:00 uur | Verenigde Staten                                                        | 4 – 0 | Trinidad en T. | EverBank Field, Jacksonville Toeschouwers: 19.410 Scheidsrechter: Ricardo Montero (CRC) |
| 6 september Kwalificatie WK 2018 Vierde ronde Groep C № «onderlinge duels» 20:00 uur | Sacha Kljestan 44' Jozy Altidore 59' Jozy Altidore 62' Paul Arriola 71' |       |                | EverBank Field, Jacksonville Toeschouwers: 19.410 Scheidsrechter: Ricardo Montero (CRC) |

|                                                            |      |                                        |                  |                                                                                       |
| 7 oktober Vriendschappelijk № «onderlinge duels» 16:00 uur | Cuba | 0 – 2                                  | Verenigde Staten | Estadio Pedro Marrero, Havana Toeschouwers: 11.300 Scheidsrechter: Jafeth Perea (PAN) |
| 7 oktober Vriendschappelijk № «onderlinge duels» 16:00 uur |      | 62' Chris Wondolowski 71' Julian Green |                  | Estadio Pedro Marrero, Havana Toeschouwers: 11.300 Scheidsrechter: Jafeth Perea (PAN) |

|                                                             |                  |       |                     |                                                                                      |
| 11 oktober Vriendschappelijk № «onderlinge duels» 20:00 uur | Verenigde Staten | 1 – 1 | Nieuw-Zeeland       | RFK Stadium, Washington Toeschouwers: 9.012 Scheidsrechter: Juan Carlos Guerra (GUA) |
| 11 oktober Vriendschappelijk № «onderlinge duels» 20:00 uur | Julian Green 27' |       | 72' Monty Patterson | RFK Stadium, Washington Toeschouwers: 9.012 Scheidsrechter: Juan Carlos Guerra (GUA) |

|                                                                         |                  |       |                                     |                                                                                  |
| 11 november Kwalificatie WK 2018 Groep A № «onderlinge duels» 20:00 uur | Verenigde Staten | 1 – 2 | Mexico                              | Mapfre Stadium, Columbus Toeschouwers: 24.650 Scheidsrechter: Walter López (GUA) |
| 11 november Kwalificatie WK 2018 Groep A № «onderlinge duels» 20:00 uur | Bobby Wood 49'   |       | 20' Miguel Layún 89' Rafael Márquez | Mapfre Stadium, Columbus Toeschouwers: 24.650 Scheidsrechter: Walter López (GUA) |

|                                                                              |                                                                         |       |                  |                                                                                   |
| 15 november Kwalificatie WK 2018 Vijfde ronde № «onderlinge duels» 19:00 uur | Costa Rica                                                              | 4 – 0 | Verenigde Staten | Estadio Nacional, San José Toeschouwers: 35.422 Scheidsrechter: César Ramos (MEX) |
| 15 november Kwalificatie WK 2018 Vijfde ronde № «onderlinge duels» 19:00 uur | Johan Venegas 43' Johan Venegas 69' Joel Campbell 74' Joel Campbell 77' |       |                  | Estadio Nacional, San José Toeschouwers: 35.422 Scheidsrechter: César Ramos (MEX) |

### 2017
|                                                             |                  |       |        |                                                                                       |
| 29 januari Vriendschappelijk № «onderlinge duels» 21:00 uur | Verenigde Staten | 0 – 0 | Servië | Qualcomm Stadium, San Diego Toeschouwers: 20.079 Scheidsrechter: Kevin Morrison (JAM) |
| 29 januari Vriendschappelijk № «onderlinge duels» 21:00 uur |                  |       |        | Qualcomm Stadium, San Diego Toeschouwers: 20.079 Scheidsrechter: Kevin Morrison (JAM) |

|                                                             |                   |       |         |                                                                                     |
| 3 februari Vriendschappelijk № «onderlinge duels» 18:00 uur | Verenigde Staten  | 1 – 0 | Jamaica | Finley Stadium, Chattanooga Toeschouwers: 17.903 Scheidsrechter: Jafeth Perea (PAN) |
| 3 februari Vriendschappelijk № «onderlinge duels» 18:00 uur | Jordan Morris 59' |       |         | Finley Stadium, Chattanooga Toeschouwers: 17.903 Scheidsrechter: Jafeth Perea (PAN) |

|                                                                           | |       |          |                                                                                 |
| 24 maart Kwalificatie WK 2018 Vijfde ronde № «onderlinge duels» 19:50 uur | Verenigde Staten | 6 – 0 | Honduras | Avaya Stadium, San Jose Toeschouwers: 17.729 Scheidsrechter: Walter López (GUA) |
| 24 maart Kwalificatie WK 2018 Vijfde ronde № «onderlinge duels» 19:50 uur | Sebastian Lletget 5' Michael Bradley 27' Clint Dempsey 32' Christian Pulisic 46' Clint Dempsey 49' Clint Dempsey 54' |       |          | Avaya Stadium, San Jose Toeschouwers: 17.729 Scheidsrechter: Walter López (GUA) |

|                                                                           |                           |       |                   |                                                                                              |
| 28 maart Kwalificatie WK 2018 Vijfde ronde № «onderlinge duels» 21:00 uur | Panama                    | 1 – 1 | Verenigde Staten  | Estadio Rommel Fernández, Panama-Stad Toeschouwers: 23.052 Scheidsrechter: César Ramos (MEX) |
| 28 maart Kwalificatie WK 2018 Vijfde ronde № «onderlinge duels» 21:00 uur | Gabriel Enrique Gómez 44' |       | 40' Clint Dempsey | Estadio Rommel Fernández, Panama-Stad Toeschouwers: 23.052 Scheidsrechter: César Ramos (MEX) |

|                                                         |                       |       |                    |                                                                                   |
| 3 juni Vriendschappelijk № «onderlinge duels» 20:00 uur | Verenigde Staten      | 1 – 1 | Venezuela          | Rio Tinto Stadium, Sandy Toeschouwers: 17.315 Scheidsrechter: Jeffrey Solis (CRC) |
| 3 juni Vriendschappelijk № «onderlinge duels» 20:00 uur | Christian Pulisic 61' |       | 29' José Velázquez | Rio Tinto Stadium, Sandy Toeschouwers: 17.315 Scheidsrechter: Jeffrey Solis (CRC) |

|                                                                         |                                             |       |                    | |
| 8 juni Kwalificatie WK 2018 Vijfde ronde № «onderlinge duels» 18:00 uur | Verenigde Staten                            | 2 – 0 | Trinidad en Tobago | Dick's Sporting Goods Park, Commerce City Toeschouwers: 19.188 Scheidsrechter: Óscar Moncada (HON) |
| 8 juni Kwalificatie WK 2018 Vijfde ronde № «onderlinge duels» 18:00 uur | Christian Pulisic 52' Christian Pulisic 62' |       |                    | Dick's Sporting Goods Park, Commerce City Toeschouwers: 19.188 Scheidsrechter: Óscar Moncada (HON) |

|                                                                          |                 |       |                    |                                                                                     |
| 11 juni Kwalificatie WK 2018 Vijfde ronde № «onderlinge duels» 19:30 uur | Mexico          | 1 – 1 | Verenigde Staten   | Aztekenstadion, Mexico-Stad Toeschouwers: 71.537 Scheidsrechter: Joel Aguilar (SLV) |
| 11 juni Kwalificatie WK 2018 Vijfde ronde № «onderlinge duels» 19:30 uur | Carlos Vela 23' |       | 6' Michael Bradley | Aztekenstadion, Mexico-Stad Toeschouwers: 71.537 Scheidsrechter: Joel Aguilar (SLV) |

|                                                         |                                 |       |                  |                                                                                            |
| 1 juli Vriendschappelijk № «onderlinge duels» 16:45 uur | Verenigde Staten                | 2 – 1 | Ghana            | Rentschler Field, East Hartford Toeschouwers: 28.494 Scheidsrechter: Ismael Melendez (SLV) |
| 1 juli Vriendschappelijk № «onderlinge duels» 16:45 uur | Dom Dwyer 19' Kellyn Acosta 52' |       | 59' Asamoah Gyan | Rentschler Field, East Hartford Toeschouwers: 28.494 Scheidsrechter: Ismael Melendez (SLV) |

| CONCACAF Gold Cup 2017 |
| ---------------------- |

|                                                                 |                  |       |                    |                                                                                        |
| 8 juli CONCACAF Gold Cup Groep B № «onderlinge duels» 16:30 uur | Verenigde Staten | 1 – 1 | Panama             | Nissan Stadium, Nashville Toeschouwers: 47.622 Scheidsrechter: Fernando Guerrero (MEX) |
| 8 juli CONCACAF Gold Cup Groep B № «onderlinge duels» 16:30 uur | Dom Dwyer 50'    |       | 60' Miguel Camargo | Nissan Stadium, Nashville Toeschouwers: 47.622 Scheidsrechter: Fernando Guerrero (MEX) |

|                                               |                                                       |       |                                     |                                                                                        |
| 12 juli CONCACAF Gold Cup Groep B № 20:30 uur | Verenigde Staten                                      | 3 – 2 | Martinique                          | Raymond James Stadium, Tampa Toeschouwers: 23.368 Scheidsrechter: Henry Bejarano (CRC) |
| 12 juli CONCACAF Gold Cup Groep B № 20:30 uur | Omar Gonzalez 54' Jordan Morris 64' Jordan Morris 76' |       | 66' Kévin Parsemain 74' Johan Audel | Raymond James Stadium, Tampa Toeschouwers: 23.368 Scheidsrechter: Henry Bejarano (CRC) |

|                                                                  |           |                                               |                  |                                                                                            |
| 15 juli CONCACAF Gold Cup Groep B № «onderlinge duels» 19:00 uur | Nicaragua | 0 – 3                                         | Verenigde Staten | FirstEnergy Stadium, Cleveland Toeschouwers: 27.934 Scheidsrechter: Melvin Matamoros (HON) |
| 15 juli CONCACAF Gold Cup Groep B № «onderlinge duels» 19:00 uur |           | 36' Joe Corona 56' Kelyn Rowe 88' Matt Miazga |                  | FirstEnergy Stadium, Cleveland Toeschouwers: 27.934 Scheidsrechter: Melvin Matamoros (HON) |

|                                                                      |                                     |       |             |                                                                                               |
| 19 juli CONCACAF Gold Cup Kwartfinale № «onderlinge duels» 21:00 uur | Verenigde Staten                    | 2 – 0 | El Salvador | Lincoln Financial Field, Philadelphia Toeschouwers: 31.615 Scheidsrechter: Drew Fischer (CAN) |
| 19 juli CONCACAF Gold Cup Kwartfinale № «onderlinge duels» 21:00 uur | Omar Gonzalez 41' Eric Lichaj 45+2' |       |             | Lincoln Financial Field, Philadelphia Toeschouwers: 31.615 Scheidsrechter: Drew Fischer (CAN) |

|                                                                       |            |                                     |                  |                                                                              |
| 22 juli CONCACAF Gold Cup Halve finale № «onderlinge duels» 22:00 uur | Costa Rica | 0 – 2                               | Verenigde Staten | AT&T Stadium, Dallas Toeschouwers: 45.516 Scheidsrechter: Joel Aguilar (SLV) |
| 22 juli CONCACAF Gold Cup Halve finale № «onderlinge duels» 22:00 uur |            | 72' Jozy Altidore 82' Clint Dempsey |                  | AT&T Stadium, Dallas Toeschouwers: 45.516 Scheidsrechter: Joel Aguilar (SLV) |

|                                                                 |                                     |       |                      |                                                                                     |
| 26 juli CONCACAF Gold Cup Finale № «onderlinge duels» 18:30 uur | Verenigde Staten                    | 2 – 1 | Jamaica              | Levi's Stadium, Santa Clara Toeschouwers: 63.032 Scheidsrechter: Walter López (GUA) |
| 26 juli CONCACAF Gold Cup Finale № «onderlinge duels» 18:30 uur | Jozy Altidore 45' Jordan Morris 88' |       | 50' Je-Vaughn Watson | Levi's Stadium, Santa Clara Toeschouwers: 63.032 Scheidsrechter: Walter López (GUA) |

|  |  |  |  |  |  |  |  |  |

|                                                                              |                  |                                 |            |                                                                                |
| 1 september Kwalificatie WK 2018 Vijfde ronde № «onderlinge duels» 18:55 uur | Verenigde Staten | 0 – 2                           | Costa Rica | Red Bull Arena, Harrison Toeschouwers: 26.500 Scheidsrechter: John Pitti (PAN) |
| 1 september Kwalificatie WK 2018 Vijfde ronde № «onderlinge duels» 18:55 uur |                  | 30' Marco Ureña 82' Marco Ureña |            | Red Bull Arena, Harrison Toeschouwers: 26.500 Scheidsrechter: John Pitti (PAN) |

|                                                                              |                   |       |                  |                                                                                          |
| 5 september Kwalificatie WK 2018 Vijfde ronde № «onderlinge duels» 15:30 uur | Honduras          | 1 – 1 | Verenigde Staten | Estadio Olímpico, San Pedro Sula Toeschouwers: 37.325 Scheidsrechter: Joel Aguilar (SLV) |
| 5 september Kwalificatie WK 2018 Vijfde ronde № «onderlinge duels» 15:30 uur | Romell Quioto 27' |       | 85' Bobby Wood   | Estadio Olímpico, San Pedro Sula Toeschouwers: 37.325 Scheidsrechter: Joel Aguilar (SLV) |

|                                                                            |                                                                                |       |        |                                                                                         |
| 6 oktober Kwalificatie WK 2018 Vijfde ronde № «onderlinge duels» 19:30 uur | Verenigde Staten                                                               | 4 – 0 | Panama | Orlando City Stadium, Orlando Toeschouwers: 25.303 Scheidsrechter: Roberto García (MEX) |
| 6 oktober Kwalificatie WK 2018 Vijfde ronde № «onderlinge duels» 19:30 uur | Christian Pulisic 8' Jozy Altidore 19' Jozy Altidore 43' (pen.) Bobby Wood 63' |       |        | Orlando City Stadium, Orlando Toeschouwers: 25.303 Scheidsrechter: Roberto García (MEX) |

|                                                                             |                                          |       |                       |                                                                                  |
| 10 oktober Kwalificatie WK 2018 Vijfde ronde № «onderlinge duels» 19:00 uur | Trinidad en T.                           | 2 – 1 | Verenigde Staten      | Ato Boldon Stadium, Couva Toeschouwers: 1.572 Scheidsrechter: Marlon Mejia (ESA) |
| 10 oktober Kwalificatie WK 2018 Vijfde ronde № «onderlinge duels» 19:00 uur | Omar González 17' (e.d.) Alvin Jones 36' |       | 47' Christian Pulisic | Ato Boldon Stadium, Couva Toeschouwers: 1.572 Scheidsrechter: Marlon Mejia (ESA) |

|                                                              |                      |       |                     |                                                                                                |
| 14 november Vriendschappelijk № «onderlinge duels» 20:45 uur | Portugal             | 1 – 1 | Verenigde Staten    | Estádio Dr. Magalhães Pessoa, Leiria Toeschouwers: 19.017 Scheidsrechter: Anthony Taylor (ENG) |
| 14 november Vriendschappelijk № «onderlinge duels» 20:45 uur | Vitorino Antunes 31' |       | 21' Weston McKennie | Estádio Dr. Magalhães Pessoa, Leiria Toeschouwers: 19.017 Scheidsrechter: Anthony Taylor (ENG) |

### 2018
|                                                           |                       |       |          |                                                                               |
| 27 maart Vriendschappelijk № «onderlinge duels» 19:30 uur | Verenigde Staten      | 1 – 0 | Paraguay | Sahlen's Stadium, Cary Toeschouwers: 9.825 Scheidsrechter: Kimbell Ward (SKN) |
| 27 maart Vriendschappelijk № «onderlinge duels» 19:30 uur | Bobby Wood 45' (pen.) |       |          | Sahlen's Stadium, Cary Toeschouwers: 9.825 Scheidsrechter: Kimbell Ward (SKN) |

|                                                         |                                                        |       |         |                                                                                        |
| 28 mei Vriendschappelijk № «onderlinge duels» 19:30 uur | Verenigde Staten                                       | 3 – 0 | Bolivia | Talen Energy Stadium, Chester Toeschouwers: 11.882 Scheidsrechter: Oshane Nation (JAM) |
| 28 mei Vriendschappelijk № «onderlinge duels» 19:30 uur | Walker Zimmerman 37' Josh Sargent 52' Timothy Weah 59' |       |         | Talen Energy Stadium, Chester Toeschouwers: 11.882 Scheidsrechter: Oshane Nation (JAM) |

|                                                         |                                 |       |                  |                                                                               |
| 2 juni Vriendschappelijk № «onderlinge duels» 20:00 uur | Ierland                         | 2 – 1 | Verenigde Staten | Avivastadion, Dublin Toeschouwers: 32.300 Scheidsrechter: Andrew Dallas (SCO) |
| 2 juni Vriendschappelijk № «onderlinge duels» 20:00 uur | Graham Burke 57' Alan Judge 90' |       | 45' Bobby Wood   | Avivastadion, Dublin Toeschouwers: 32.300 Scheidsrechter: Andrew Dallas (SCO) |

|                                                         |                    |       |                  |                                                                                    |
| 9 juni Vriendschappelijk № «onderlinge duels» 21:00 uur | Frankrijk          | 1 – 1 | Verenigde Staten | Stade des Lumières, Lyon Toeschouwers: 58.241 Scheidsrechter: William Collum (SCO) |
| 9 juni Vriendschappelijk № «onderlinge duels» 21:00 uur | Blaise Matuidi 78' |       | 44' Julian Green | Stade des Lumières, Lyon Toeschouwers: 58.241 Scheidsrechter: William Collum (SCO) |

|                                                          |                  |                         |          |                                                                                               |
| 7 september Vriendschappelijk № «onderlinge duels» 19:30 | Verenigde Staten | 0 – 2                   | Brazilië | MetLife Stadium, East Rutherford Toeschouwers: 32,489 Scheidsrechter: Fernando Guerrero (MEX) |
| 7 september Vriendschappelijk № «onderlinge duels» 19:30 |                  | Firmino 11', Neymar 43' |          | MetLife Stadium, East Rutherford Toeschouwers: 32,489 Scheidsrechter: Fernando Guerrero (MEX) |

|                                                           |                  |       |        |                                                                                      |
| 11 september Vriendschappelijk № «onderlinge duels» 20:30 | Verenigde Staten | 1 – 0 | Mexico | Nissan Stadium, Nashville Toeschouwers: 40,194 Scheidsrechter: Ricardo Montero (CRC) |
| 11 september Vriendschappelijk № «onderlinge duels» 20:30 | Adams 71'        |       |        | Nissan Stadium, Nashville Toeschouwers: 40,194 Scheidsrechter: Ricardo Montero (CRC) |

|                                                         |                                   |       |                                                                             |                                                                                    |
| 11 oktober Vriendschappelijk № «onderlinge duels» 19:30 | Verenigde Staten                  | 2 – 4 | Colombia                                                                    | Raymond James Stadium, Tampa Toeschouwers: 38,631 Scheidsrechter: Jhon Pitti (PAN) |
| 11 oktober Vriendschappelijk № «onderlinge duels» 19:30 | Kellyn Acosta 50', Bobby Wood 53' |       | James Rodríguez 36', Carlos Bacca 56', Radamel Falcao 74', Miguel Borja 79' | Raymond James Stadium, Tampa Toeschouwers: 38,631 Scheidsrechter: Jhon Pitti (PAN) |

|                                                             |                  |       |                   | |
| 16 oktober Vriendschappelijk № «onderlinge duels» 20:00 uur | Verenigde Staten | 1 – 1 | Peru              | Pratt & Whitney Stadium at Rentschler Field, Toeschouwers: 24,959 Scheidsrechter: Ivan Barton (ESV) |
| 16 oktober Vriendschappelijk № «onderlinge duels» 20:00 uur | Josh Sargent 49' |       | Edison Flores 86' | Pratt & Whitney Stadium at Rentschler Field, Toeschouwers: 24,959 Scheidsrechter: Ivan Barton (ESV) |

|                                                          |                                                                  |       |                  |                                                                                      |
| 15 november Vriendschappelijk № «onderlinge duels» 15:00 | Engeland                                                         | 3 – 0 | Verenigde Staten | Wembley Stadium, Londen Toeschouwers: 68,155 Scheidsrechter: Jesús Gil Manzano (ESP) |
| 15 november Vriendschappelijk № «onderlinge duels» 15:00 | Jesse Lingard 26', Trent Alexander-Arnold 27', Callum Wilson 77' |       |                  | Wembley Stadium, Londen Toeschouwers: 68,155 Scheidsrechter: Jesús Gil Manzano (ESP) |

|                                                          |                       |       |                  |                                                                             |
| 20 november Vriendschappelijk № «onderlinge duels» 14:45 | Italië                | 1 – 0 | Verenigde Staten | Luminus Arena, Genk Toeschouwers: 13,500 Scheidsrechter: Cüneyt Çakir (TUR) |
| 20 november Vriendschappelijk № «onderlinge duels» 14:45 | Matteo Politano 90+4' |       |                  | Luminus Arena, Genk Toeschouwers: 13,500 Scheidsrechter: Cüneyt Çakir (TUR) |

### 2019
|                                                             |                                                                     |       |        |                                                                                                   |
| 27 januari Vriendschappelijk № «onderlinge duels» 20:00 uur | Verenigde Staten                                                    | 3 – 0 | Panama | University of Phoenix Stadium, Glendale Toeschouwers: 9,040 Scheidsrechter: Adonai Escobedo (MEX) |
| 27 januari Vriendschappelijk № «onderlinge duels» 20:00 uur | Djordje Mihailovic 40', Walker Zimmerman 80', Christian Ramirez 89' |       |        | University of Phoenix Stadium, Glendale Toeschouwers: 9,040 Scheidsrechter: Adonai Escobedo (MEX) |

|                                                             |                                         |       |            |                                                                                        |
| 2 februari Vriendschappelijk № «onderlinge duels» 15:30 uur | Verenigde Staten                        | 2 – 0 | Costa Rica | Avaya Stadium, San Jose Toeschouwers: 13,656 Scheidsrechter: Fernanado Hernandez (MEX) |
| 2 februari Vriendschappelijk № «onderlinge duels» 15:30 uur | Sebastian Lletget 80', Paul Arriola 88' |       |            | Avaya Stadium, San Jose Toeschouwers: 13,656 Scheidsrechter: Fernanado Hernandez (MEX) |

|                                                           |                  |       |         |                                                                                       |
| 21 maart Vriendschappelijk № «onderlinge duels» 20:00 uur | Verenigde Staten | 1 – 0 | Ecuador | Orlando City Stadium, Orlando Toeschouwers: 17,422 Scheidsrechter: David Gantar (CAN) |
| 21 maart Vriendschappelijk № «onderlinge duels» 20:00 uur | Gyasi Zardes 81' |       |         | Orlando City Stadium, Orlando Toeschouwers: 17,422 Scheidsrechter: David Gantar (CAN) |

|                                                           |                      |       |                |                                                                                           |
| 26 maart Vriendschappelijk № «onderlinge duels» 18:55 uur | Verenigde Staten     | 1 – 1 | Chili          | BBVA Compass Stadium, Houston Toeschouwers: 18,033 Scheidsrechter: Daneon Parchment (JAM) |
| 26 maart Vriendschappelijk № «onderlinge duels» 18:55 uur | Christian Pulisic 4' |       | Óscar Opazo 9' | BBVA Compass Stadium, Houston Toeschouwers: 18,033 Scheidsrechter: Daneon Parchment (JAM) |

|                                                         |                  |                      |         |                                                                                     |
| 6 juni Vriendschappelijk № «onderlinge duels» 19:00 uur | Verenigde Staten | 0 – 1                | Jamaica | Audi Field, Washington D.C. Toeschouwers: 17,119 Scheidsrechter: Kimbett Ward (SKN) |
| 6 juni Vriendschappelijk № «onderlinge duels» 19:00 uur |                  | Shamar Nicholson 60' |         | Audi Field, Washington D.C. Toeschouwers: 17,119 Scheidsrechter: Kimbett Ward (SKN) |

|                                                         |                  |                                                |           |                                                                                     |
| 9 juni Vriendschappelijk № «onderlinge duels» 14:00 uur | Verenigde Staten | 0 – 3                                          | Venezuela | Nippert Stadium, Cincinnati Toeschouwers: 23.955 Scheidsrechter: Brayan Lopez (GUA) |
| 9 juni Vriendschappelijk № «onderlinge duels» 14:00 uur |                  | Salomón Rondón 16', 36' Jefferson Savarino 30' |           | Nippert Stadium, Cincinnati Toeschouwers: 23.955 Scheidsrechter: Brayan Lopez (GUA) |

| CONCACAF Gold Cup 2019 |
| ---------------------- |

|                                                          |                                                        |       |        |                                                                                  |
| 18 juni CONCACAF Gold Cup № «onderlinge duels» 22:00 uur | Verenigde Staten                                       | 4 – 0 | Guyana | Allianz Field, Saint Paul Toeschouwers: 19,418 Scheidsrechter: Ivan Barton (ESA) |
| 18 juni CONCACAF Gold Cup № «onderlinge duels» 22:00 uur | Paul Arriola 28', Tyler Boyd 58', 81' Gyasi Zardes 55' |       |        | Allianz Field, Saint Paul Toeschouwers: 19,418 Scheidsrechter: Ivan Barton (ESA) |

|                                                          |                                                                                  |       |                    |                                                                              |
| 22 juni CONCACAF Gold Cup № «onderlinge duels» 20:00 uur | Verenigde Staten                                                                 | 6 – 0 | Trinidad en Tobago | FirstEnergy Stadium Toeschouwers: 23.921 Scheidsrechter: Said Martínez (HON) |
| 22 juni CONCACAF Gold Cup № «onderlinge duels» 20:00 uur | Aaron Long 41', 90' Gyasi Zardes 66', 69' Christian Pulisic 73' Paul Arriola 78' |       |                    | FirstEnergy Stadium Toeschouwers: 23.921 Scheidsrechter: Said Martínez (HON) |

|                                                          |        |                   |                  | |
| 26 juni CONCACAF Gold Cup № «onderlinge duels» 21:00 uur | Panama | 0 – 1             | Verenigde Staten | Children's Mercy Park, Kansas City Toeschouwers: 17,037 Scheidsrechter: Abdulrahman Al-Jassim (QAT) |
| 26 juni CONCACAF Gold Cup № «onderlinge duels» 21:00 uur |        | Jozy Altidore 66' |                  | Children's Mercy Park, Kansas City Toeschouwers: 17,037 Scheidsrechter: Abdulrahman Al-Jassim (QAT) |

|                                                                      |                     |       |         |                                                                                                  |
| 30 juni CONCACAF Gold Cup Kwartfinale № «onderlinge duels» 20:30 uur | Verenigde Staten    | 1 – 0 | Curaçao | Lincoln Financial Field, Philadelphia Toeschouwers: 26.233 Scheidsrechter: Adonai Escobedo (MEX) |
| 30 juni CONCACAF Gold Cup Kwartfinale № «onderlinge duels» 20:30 uur | Weston McKennie 25' |       |         | Lincoln Financial Field, Philadelphia Toeschouwers: 26.233 Scheidsrechter: Adonai Escobedo (MEX) |

|                                                                     |                      |       |                                               |                                                                                  |
| 3 juli CONCACAF Gold Cup Halvefinale № «onderlinge duels» 20:30 uur | Verenigde Staten     | 1 – 3 | Jamaica                                       | Nissan Stadium, Nashville Toeschouwers: 28.473 Scheidsrechter: Iván Barton (SLV) |
| 3 juli CONCACAF Gold Cup Halvefinale № «onderlinge duels» 20:30 uur | Shamar Nicholson 69' |       | Weston McKennie 9' Christian Pulisic 52', 87' | Nissan Stadium, Nashville Toeschouwers: 28.473 Scheidsrechter: Iván Barton (SLV) |

|                                                                |                         |       |                  |                                                                                      |
| 7 juli CONCACAF Gold Cup Finale № «onderlinge duels» 20:15 uur | Mexico                  | 1 – 0 | Verenigde Staten | Soldier Field, Chicago Toeschouwers: 62.493 Scheidsrechter: Mario Escobar Toca (GUA) |
| 7 juli CONCACAF Gold Cup Finale № «onderlinge duels» 20:15 uur | Jonathan dos Santos 73' |       |                  | Soldier Field, Chicago Toeschouwers: 62.493 Scheidsrechter: Mario Escobar Toca (GUA) |

|                                                              |                  |                                                           |        |                                                                                          |
| 6 september Vriendschappelijk № «onderlinge duels» 20:30 uur | Verenigde Staten | 0 – 3                                                     | Mexico | MetLife Stadium, East Rutherford Toeschouwers: 47.690 Scheidsrechter: Joel Aguilar (SLV) |
| 6 september Vriendschappelijk № «onderlinge duels» 20:30 uur |                  | Javier Hernández 21' Érick Gutiérrez 78' Uriel Antuna 82' |        | MetLife Stadium, East Rutherford Toeschouwers: 47.690 Scheidsrechter: Joel Aguilar (SLV) |

|                                                               |                   |       |                     |                                                                                     |
| 10 september Vriendschappelijk № «onderlinge duels» 20:00 uur | Verenigde Staten  | 1 – 1 | Uruguay             | Busch Stadium, St. Louis Toeschouwers: 20.625 Scheidsrechter: Ricardo Montero (CRC) |
| 10 september Vriendschappelijk № «onderlinge duels» 20:00 uur | Jordan Morris 79' |       | Brian Rodriguez 50' | Busch Stadium, St. Louis Toeschouwers: 20.625 Scheidsrechter: Ricardo Montero (CRC) |

|                                                       | |       |      |                                                                                    |
| 11 oktober CNL 2019/20 № «onderlinge duels» 19:00 uur | Verenigde Staten                                                                                    | 7 – 0 | Cuba | Audi Field, Washington D.C. Toeschouwers: 13.784 Scheidsrechter: Jose Torres (PUR) |
| 11 oktober CNL 2019/20 № «onderlinge duels» 19:00 uur | Weston McKennie 1', 5', 13' Jordan Morris 9' Dario Ramos 37' Josh Sargent 40' Christian Pulisic 62' |       |      | Audi Field, Washington D.C. Toeschouwers: 13.784 Scheidsrechter: Jose Torres (PUR) |

|                                                       |                                           |       |                  |                                                                                |
| 15 oktober CNL 2019/20 № «onderlinge duels» 19:30 uur | Canada                                    | 2 – 0 | Verenigde Staten | BMO Field, Toronto Toeschouwers: 17.126 Scheidsrechter: Daneon Parchment (JAM) |
| 15 oktober CNL 2019/20 № «onderlinge duels» 19:30 uur | Alphonso Davies 63' Lucas Cavallini 90+1' |       |                  | BMO Field, Toronto Toeschouwers: 17.126 Scheidsrechter: Daneon Parchment (JAM) |

|                                                        |                                                       |       |                    |                                                                                        |
| 15 november CNL 2019/20 № «onderlinge duels» 19:15 uur | Verenigde Staten                                      | 4 – 1 | Canada             | Explora Stadium, Orlando Toeschouwers: 13.103 Scheidsrechter: César Arturo Ramos (MEX) |
| 15 november CNL 2019/20 № «onderlinge duels» 19:15 uur | Jordan Morris 2' Gyasi Zardes 23', 89' Aaron Long 34' |       | Steven Vitória 72' | Explora Stadium, Orlando Toeschouwers: 13.103 Scheidsrechter: César Arturo Ramos (MEX) |

USSF · A-internationals · Selecties · Bondscoaches · Amerikaans vrouwenelftal · Olympisch elftal · USA -21 · USA -20 · USA -19 · USA -18 · USA -17
1885 – 1919 · 
1920 – 1929 · 
1930 – 1939 · 
1940 – 1949 · 
1950 – 1959 · 
1960 – 1969 · 
1970 – 1979 · 
1980 – 1989 · 
1990 – 1999 · 
2000 – 2009 · 
2010 – 2019 ·
2020 − 2029
CA 1993 · 
CA 1995 · 
CA 2007 · 
CA 2016
CC 1992 · 
CC 1999 · 
CC 2003 · 
CC 2009
WK 1930 · 
WK 1934 · 
WK 1950 · 
WK 1990 · 
WK 1994 · 
WK 1998 · 
WK 2002 · 
WK 2006 · 
WK 2010 · 
WK 2014
OS 1904 · 
OS 1924 · 
OS 1928 · 
OS 1936 · 
OS 1948 · 
OS 1952 · 
OS 1956 · 
OS 1972 · 
OS 1984 · 
OS 1988 · 
OS 1992 · 
OS 1996 · 
OS 2000 · 
OS 2008
Algerije ·
Antigua en Barbuda ·
Argentinië ·
Armenië ·
Australië ·
Azerbeidzjan ·
Barbados ·
België ·
Belize ·
Bermuda ·
Bolivia ·
Bosnië en Herzegovina ·
Brazilië ·
Canada ·
Chili ·
China ·
Colombia ·
Costa Rica ·
Cuba ·
Curaçao ·
Denemarken ·
DDR ·
Duitsland ·
Ecuador ·
Egypte ·
El Salvador ·
Engeland ·
Estland ·
Finland ·
Frankrijk ·
Ghana ·
GOS ·
Grenada ·
Griekenland ·
Guatemala ·
Guyana ·
Haïti ·
Honduras ·
Hongarije ·
Ierland ·
IJsland ·
Iran ·
Israël ·
Italië ·
Ivoorkust ·
Jamaica ·
Japan ·
Joegoslavië ·
Kaaimaneilanden ·
Kameroen ·
Koeweit ·
Letland ·
Liechtenstein ·
Luxemburg ·
Malta ·
Marokko ·
Martinique ·
Mexico ·
Moldavië ·
Nederland ·
Nederlandse Antillen ·
Nicaragua ·
Nieuw-Zeeland ·
Nigeria ·
Noord-Ierland ·
Noord-Korea ·
Noord-Macedonië ·
Noorwegen ·
Oekraïne ·
Oezbekistan ·
Oman ·
Oostenrijk ·
Panama ·
Paraguay ·
Peru ·
Polen ·
Portugal ·
Puerto Rico ·
Qatar ·
Roemenië ·
Rusland ·
Saint Kitts en Nevis ·
Saint Vincent en de Grenadines ·
Saoedi-Arabië ·
Schotland ·
Servië ·
Slovenië ·
Slowakije ·
Sovjet-Unie ·
Spanje ·
Thailand ·
Trinidad en Tobago ·
Tsjechië ·
Tsjecho-Slowakije ·
Tunesië ·
Turkije ·
Uruguay ·
Venezuela ·
Wales ·
Zuid-Afrika ·
Zuid-Korea ·
Zweden ·
Zwitserland
Algerije (2010) ·
België (2014) ·
Brazilië (2009, 2) ·
Duitsland (2014) ·
Engeland (2010) ·
Ghana (2006) · 
Ghana (2014) · 
Italië (2006) · 
Nederland (2022) ·
Portugal (2014) ·
Slovenië (2010) ·
Tsjechië (2006)
AFC-zone: Afghanistan · Australië · Bahrein · Bangladesh · Bhutan · Brunei · Cambodja · China · Chinees Taipei · Filipijnen · Guam · Hongkong · India · Indonesië · Iran · Irak · Japan · Jemen · Jordanië · Koeweit · Kirgizië · Laos · Libanon · Macau · Maleisië · Maldiven · Mongolië · Myanmar · Nepal · Noord-Korea · Oezbekistan · Oman · Oost-Timor · Pakistan · Palestina · Qatar · Saoedi-Arabië · Singapore · Sri Lanka · Syrië · Tadjikistan · Thailand · Turkmenistan · Verenigde Arabische Emiraten · Vietnam · Zuid-Korea

CAF-zone: Algerije · Angola · Benin · Botswana · Burkina Faso · Burundi · Centraal-Afrikaanse Republiek · Comoren · Congo-Brazzaville · Congo-Kinshasa · Djibouti · Egypte · Equatoriaal-Guinea · Eritrea · Ethiopië · Gabon · Gambia · Ghana · Guinee · Guinee-Bissau · Ivoorkust · Kaapverdië · Kameroen · Kenia · Lesotho · Liberia · Libië · Madagaskar · Malawi · Mali · Mauritanië · Mauritius · Marokko · Mozambique · Namibië · Niger · Nigeria · Oeganda · Rwanda · Sao Tomé en Principe · Senegal · Seychellen · Sierra Leone · Soedan · Somalië · Swaziland · Tanzania · Togo · Tsjaad · Tunesië · Zambia · Zimbabwe · Zuid-Afrika · Zuid-Soedan 

CONCACAF-zone: Amerikaanse Maagdeneilanden · Anguilla · Antigua en Barbuda · Aruba · Bahama's · Barbados · Belize · Bermuda · Britse Maagdeneilanden · Canada · Kaaimaneilanden · Costa Rica · Cuba · Curaçao · Dominica · Dominicaanse Republiek · El Salvador · Frans Guyana · Grenada · Guadeloupe · Guatemala · Guyana · Haïti · Honduras · Jamaica · Martinique · Mexico · Montserrat · 
Nicaragua · Panama · Puerto Rico · Saint Kitts en Nevis · Saint Lucia · Saint Vincent en de Grenadines · Sint Maarten · Suriname · Trinidad en Tobago · Turks- en Caicoseilanden · Verenigde Staten

CONMEBOL-zone: Argentinië · Bolivia · Brazilië · Chili · Colombia · Ecuador · Paraguay · Peru · Uruguay · Venezuela

OFC-zone: Amerikaans-Samoa · Cookeilanden · Fiji · Nieuw-Caledonië · Nieuw-Zeeland · Papoea-Nieuw-Guinea · Samoa · Salomoneilanden · Tahiti · Tonga · Vanuatu

UEFA-zone: Albanië · Andorra · Armenië · Azerbeidzjan · België · Bosnië en Herzegovina · Bulgarije · Cyprus · Denemarken · Duitsland · Engeland · Estland · Faeröer · Finland · Frankrijk · Georgië · Gibraltar · Griekenland · Hongarije · IJsland · Ierland · Israël · Italië · Kazachstan · Kosovo · Kroatië · Letland · Liechtenstein · Litouwen · Luxemburg · Macedonië · Malta · Moldavië · Montenegro · Nederland · Noord-Ierland · Noorwegen · Oekraïne · Oostenrijk · Polen · Portugal · Roemenië · Rusland · San Marino · Schotland · Servië · Slovenië · Slowakije · Spanje · Tsjechië · Turkije · Wales · Wit-Rusland · Zweden · Zwitserland